# Hettstedt
Hettstedt ist eine Stadt im östlichen Harzvorland im Landkreis Mansfeld-Südharz des Bundeslandes Sachsen-Anhalt, etwa 50 km südlich der Landeshauptstadt Magdeburg und etwa 40 km nordwestlich von Halle (Saale). Die Stadt ist für den früheren Kupferbergbau und eine noch heute bedeutende Nichteisen-Metallurgie bekannt.

## Geographie

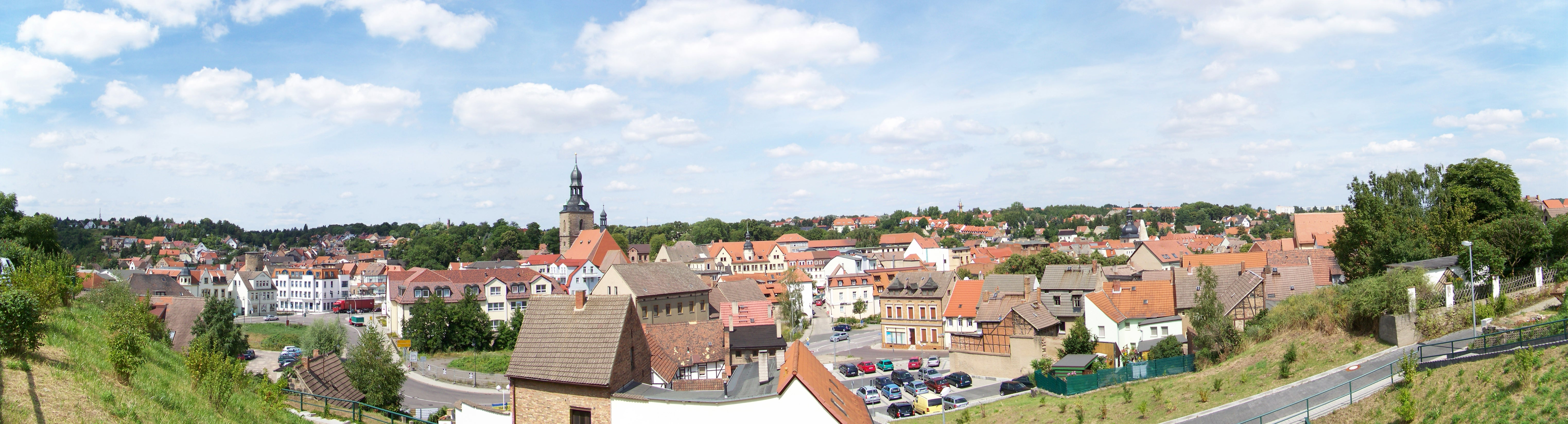
Stadtansicht

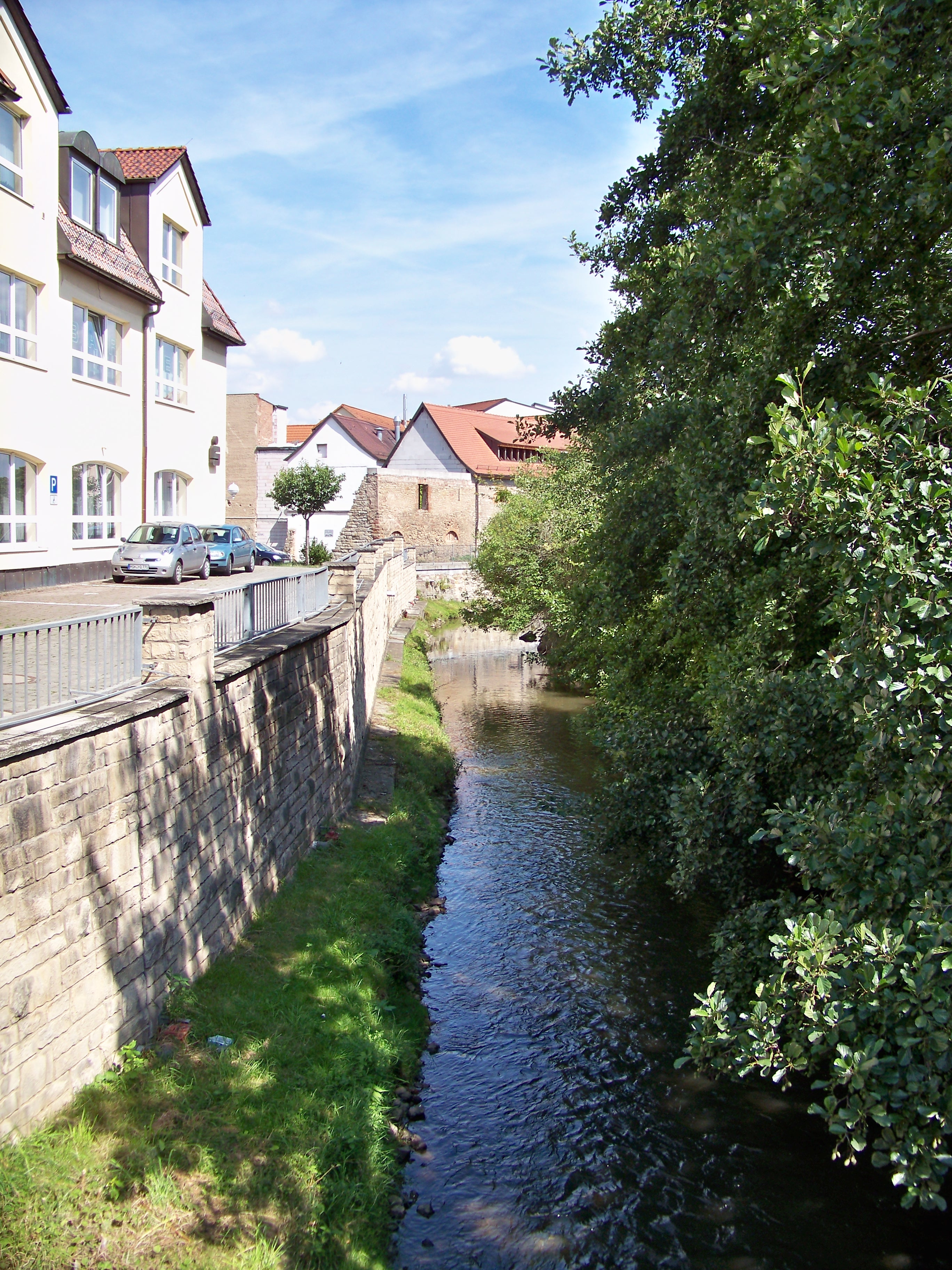
Wipper in Hettstedt

Hettstedt liegt am Südostrand des Harzes an der Wipper.

### Geomorphologie
Hettstedt befindet sich an der Grenze von Unterharz und Harzvorland. Die Altstadt Hettstedts liegt im Tal der Wipper, weitere Stadtteile erstrecken sich auf die Talhänge und die umliegende Hochebene. Bei der Hochebene handelt es sich um die herausgehobene Scholle des Unterharzes, in die sich die Wipper mit ihren Zuflüssen tief eingeschnitten hat. Dies bedeutet, dass die Anhöhen – im Gegensatz zu Bergen und Hügeln im eigentlichen Sinn – nach mindestens einer Seite hin nicht deutlich abfallen, sondern in das hügelige Plateau des Unterharzes übergehen. Die relativ großen Höhenunterschiede geben dem Stadtgebiet einen bergigen Charakter.
- Niedrigster Punkt der Stadt: Flussbett der Wipper nahe Sportplatz am Silbergrund +139 m
- Höchster Punkt der Stadt: Steinberg +278 m

### Geologie
Hettstedt befindet sich auf der herausgehobenen Harzscholle am nordöstlichen Rand des Mansfelder Beckens. Unter einer Schicht aus Sand- und Kalkstein liegt eine Schicht kupferhaltigen Tonsteins, der als Kupferschiefer bezeichnet wird. Unter dieser Schicht liegt erneut eine Schicht aus Kalkstein und/oder durch Eisenoxid rot gefärbtem, sehr feinkörnigem Sandstein, dem Rotliegend. Teilweise liegen beide Gesteine gemischt als Konglomerat vor. Diese Schichtfolge tritt nördlich und westlich von Hettstedt an die Oberfläche und fällt nach Südosten hin in größere Tiefe ab.
Das Tal der Wipper schneidet durch diese Schichtfolge. Somit tritt der Kupferschiefer bei Hettstedt drei Mal an die Oberfläche: nördlich bzw. westlich der Stadt durch Auslaufen der Schichten sowie am westlichen und östlichen Hang des Tals der Wipper. Der Talboden des Wippertals wird durch Flusssedimente gebildet.

### Klima
Durch seine geschützte Lage am Ostrand des Harzes befindet sich Hettstedt im Wind- und Regenschatten dieses Mittelgebirges. Der durchschnittliche jährliche Niederschlag liegt weit unter dem deutschen Mittel. Damit ist das Klima deutlich trockener als der Durchschnitt aller Regionen Deutschlands. Die Sommermonate sind die niederschlagsreichsten Monate.
Hettstedt befindet sich im Übergangsbereich vom maritimen zum kontinentalen Klima und wird dem subkontinentalen Klima zugeordnet. Das lokale Klima weist im Vergleich zu anderen deutschen Städten überdurchschnittliche Temperaturschwankungen zwischen Sommer- und Wintermonaten auf.

### Nachbargemeinden
Nachbargemeinden sind Arnstein im Norden, Gerbstedt im Südosten und Mansfeld im Südwesten.

### Stadtgliederung

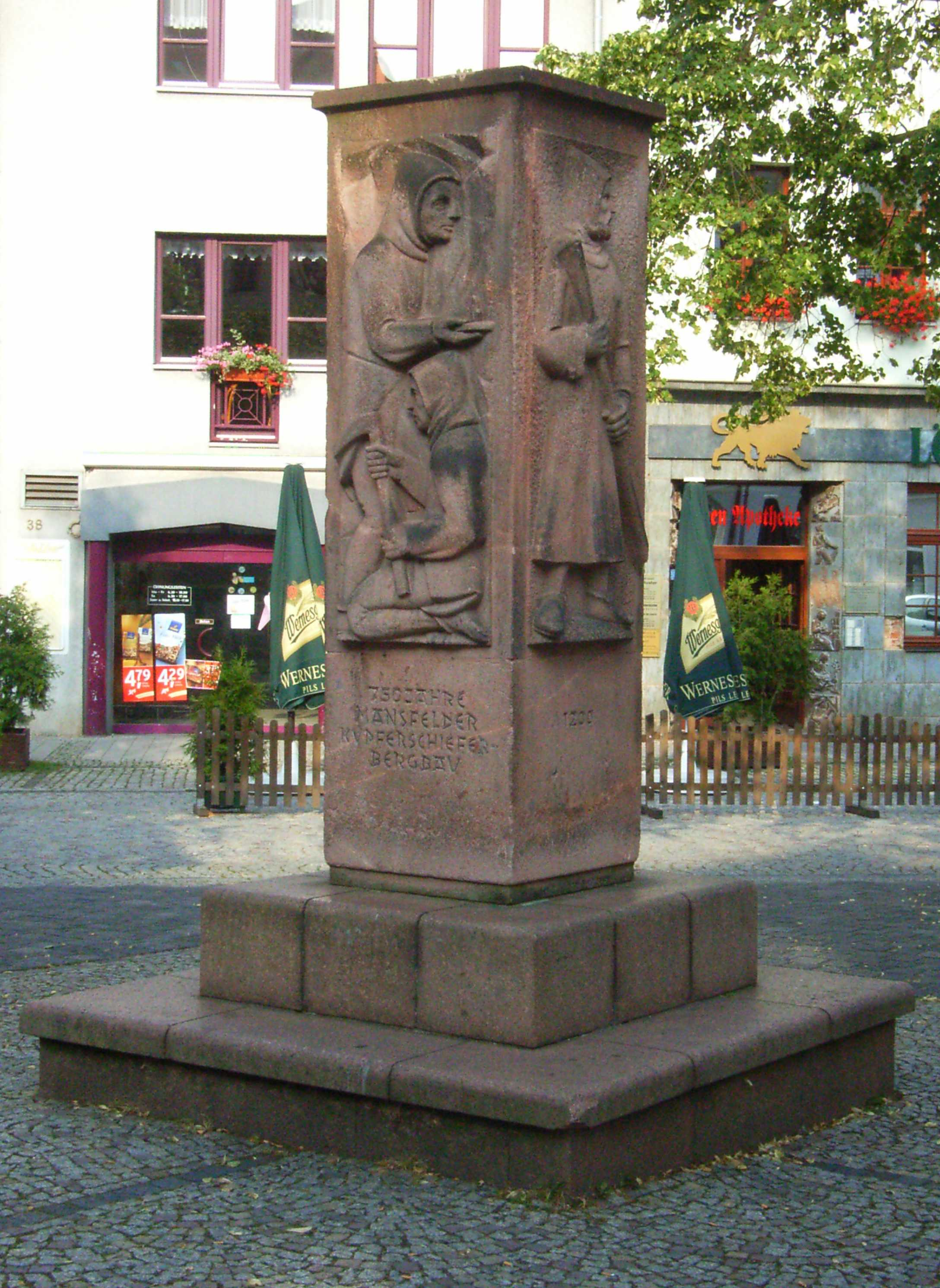
Gedenksäule zum historischen Kupferbergbau in Hettstedt

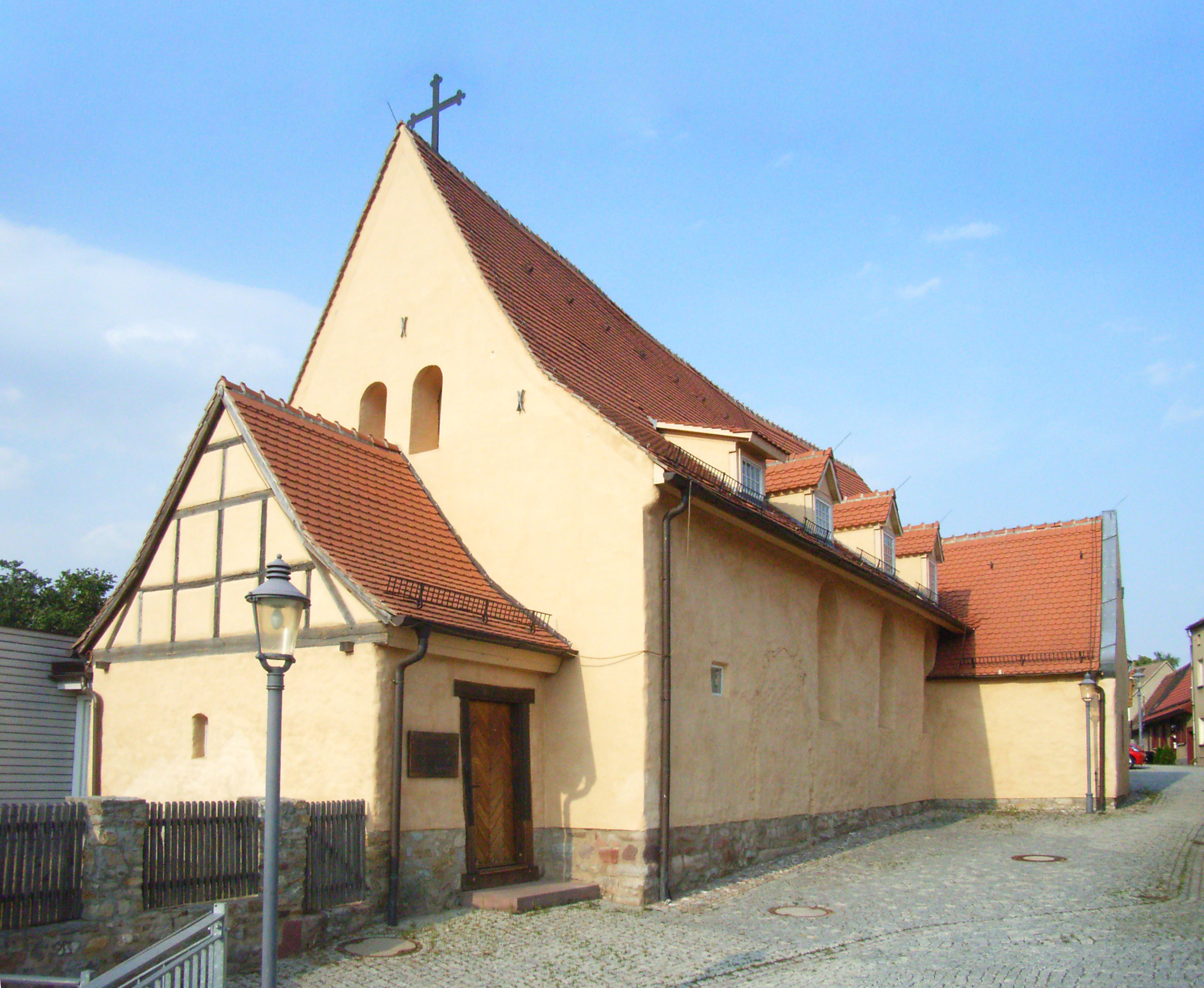
Kirche St. Gangolf, in ihrem Umfeld der frühe Kupferbergbau von Hettstedt

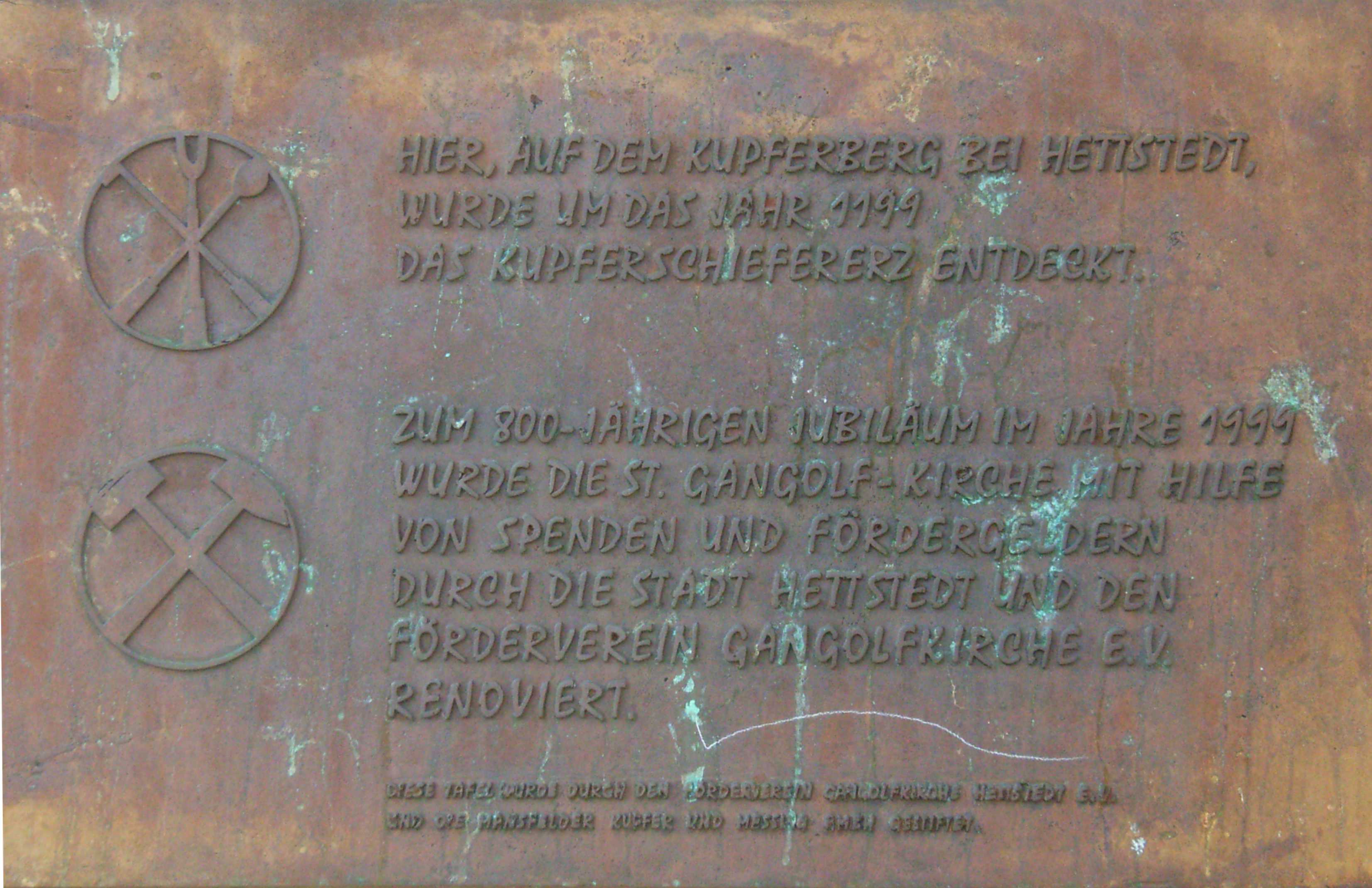
Erinnerungstafel zum Kupferbergbau in Hettstedt an der Kirche St. Gangolf

Die Stadt Hettstedt ist eine Einheitsgemeinde und besteht aus der Kernstadt sowie den Ortschaften Ritterode und Walbeck (beide am 1. September 2010 eingemeindet).
| Ortschaft           | Einwohner | Ortsteile              |  |
| ------------------- | --------- | ---------------------- |  |
| Kernstadt Hettstedt | 14.427    | siehe unten            |  |
| Ritterode           | 00.320    | Ritterode und Meisberg |  |
| Walbeck             | 00.882    | Walbeck                |  |

## Geschichte

### Anfänge des Ortes (1046–1199)
Hettstedt entstand an einer Furt über die Wipper. Der Zeitpunkt der ersten Ansiedlung ist nicht bekannt. 1046 wurde Hettstedt in einer Schenkungsurkunde von Heinrich III. an das Bistum Meißen erstmals als „Lokus“ (Dorf, Ort, Marktflecken) namens Heichstete erwähnt. Namenforscher gehen davon aus, dass der Name sich auf den Vornamen Heiko oder Heco bezieht. Dieser könnte der Name eines Anwohners gewesen sein, woraufhin man den Ort „Heikos Stätte“ nannte. 1181 wurde der Ort von Heinrich dem Löwen (von Braunschweig) zerstört. Bei weiteren historischen Nennungen lautete der Ortsname, unter anderem, auch Hekstede (1256), Hetzstede (1297), Hestede (1394, 1435), Hetstede (1464), Hetsted (1494), Hetzstadt (1506, 1524), Hetstett (1525), Heckstedt (1538), Hetstedt (1541) und schließlich Hettstedt (1531).

### Erste Blüte durch den Bergbau (1199–1560)
Der Legende nach fanden die Brüder Napian und Neucke 1199 bei Hettstedt Kupfer. Bei dessen Gewinnung fielen auch bedeutende Mengen Silber an. Obwohl mengenmäßig Kupfer dominierte, stellte jedoch vorerst Silber vom Wert her den Hauptteil der Produktion dar. 1223 wird der Ort als Dorf und 1283 erstmals als Stadt erwähnt. Durch den lukrativen Kupfer- und Silberbergbau und die Verhüttung wuchs die Einwohnerzahl des Ortes durch Einwanderung schnell an. 1334 wurden die Stadtrechte verliehen. 1341 eroberte der Bischof von Halberstadt im Erbfolgekrieg mit dem Grafen von Regenstein Hettstedt und 1394 verpfändete dieser das Schloss für 4.400 Gulden an die Grafen von Mansfeld. Von 1430 bis 1439 erhielt die Stadt eine Stadtmauer mit drei Toren: Saigertor Richtung Norden, Brückentor über die Wipper nach Osten und das Molmeck-Tor Richtung Südwesten. Nachdem die Bürger der Stadt die Wasserburg besetzt hatten, wurde die Stadt 1439 durch den Grafen von Mansfeld und seine Verbündeten belagert und erobert. Hettstedt wurde in Folge Teil der Grafschaft Mansfeld und erlebte ein Jahrzehnt des Niedergangs. Der Aufschwung der Stadt setzte durch die Verleihung einiger Privilegien und durch Einführung des Saigerverfahrens ab 1450 wieder ein. Das Silber konnte nun mit geringerem Aufwand vom Kupfer getrennt werden. Hettstedt profitierte daneben als Marktort, an dem Getreide und Vieh aus der Magdeburger Börde und dem Saalegebiet für die Bergleute der Region umgeschlagen wurden.

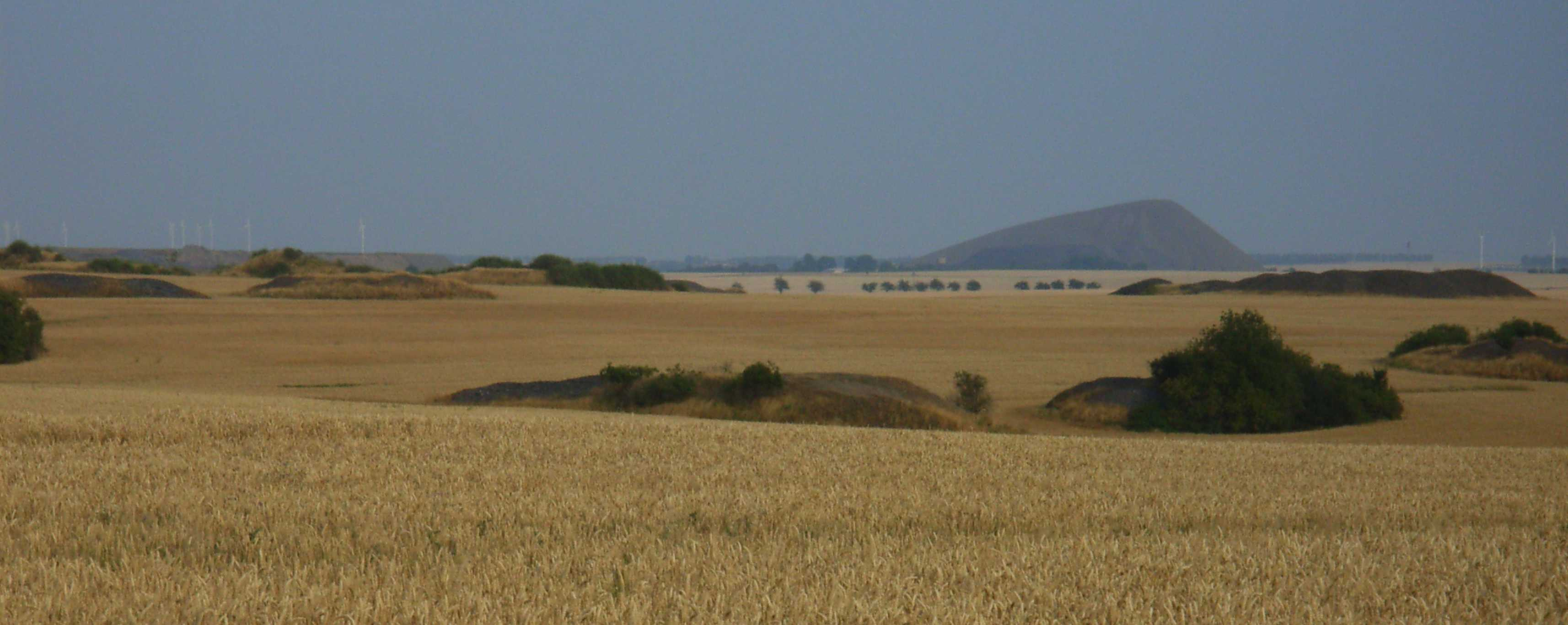
Bergbaulandschaft bei Hettstedt, Halden vom historischen Bergbau im Vordergrund

### Wirtschaftlicher Niedergang (1560–1644)
Holzmangel infolge der zunehmenden Entwaldung des Harzes, zunehmende Probleme mit dem Grundwasser in den immer tiefer vorstoßenden Schächten und der Verfall der Silberpreise durch die Silberimporte aus den Spanischen Kolonien in Südamerika sorgten ab etwa 1560 für einen Rückgang der Produktion. 1573 kam die Stadt als Schuldendienst unter sächsische Oberlehenshoheit zurück, der Bergbau blieb formell jedoch unter Kontrolle der Grafen von Mansfeld. Um 1600 hatte die Stadt etwas mehr als 2.000 Einwohner. Im Dreißigjährigen Krieg kam der Bergbau vorerst zum Erliegen. Die Einwohnerzahl der Stadt fiel durch Kriegshandlungen, Hungersnöte und den Ausbruch der Pest bis 1644 auf rund 500 Einwohner bei nur noch elf bewohnbaren Häusern.

### Wirtschaftliche Erholung (1644–1785)
Durch den Bau neuer Entwässerungsstollen mittels Schwarzpulver kam der Bergbau nach dem Dreißigjährigen Krieg langsam wieder in Gang; die Einwohnerzahl Hettstedts stieg in Folge wieder an. Durch den Preisverfall des Silbers war Kupfer nun auch wertmäßig das Hauptprodukt von Bergbau- und Hüttenwesen. Die Wasserhebung wurde durch die zunehmende Tiefe der Stollen jedoch ein immer größeres Problem, was die wirtschaftliche Entwicklung bremste. Durch den Tod des letzten männlichen Mansfelder Grafen Josef Wenzel Nepomuk von Mansfeld-Vorderort-Bornstedt fiel Hettstedt an die Lehnsherren zurück, der Bergbau im Umland der Stadt 1780 an Preußen, während Sachsen vorerst die direkte Kontrolle der Stadt übernahm.

Frühe petrographische Karte, Grafschaft Mannsfeld, 1815 (handkolorierter Kupferstich)

### Industrialisierung und zweite Blüte (1785–1929)
1785 wurde zur Entwässerung der Stollen nahe Hettstedt eine Dampfmaschine wattscher Bauart errichtet, deren Baupläne durch Industriespionage bei Boulton & Watt erworben wurden. Somit wurde Hettstedt zum Standort der ersten Dampfmaschine wattscher Bauart in Preußen. Durch zunehmenden Einsatz von Dampfmaschinen konnte der Bergbau in den folgenden Jahrzehnten drastisch ausgeweitet werden. Bis 1790 erreichte Hettstedt wieder eine Einwohnerzahl von 2.900. 1808 trat das Königreich Sachsen Hettstedt an das Königreich Westphalen ab. Nach den Napoleonischen Kriegen wurde die Stadt Hettstedt 1815 ein Teil der preußischen Provinz Sachsen. Hettstedt entwickelte sich in den folgenden 120 Jahren auf Basis des Bergbaus und der Kupferverhüttung zu einem wichtigen Schwerindustriestandort. Es entstanden neben Kupferhütten und Maschinenbau unter anderem eine Anlage zur Schwefelsäureproduktion aus den schwefelhaltigen Abgasen der Hütten (um 1850), ein Stahl-Walzwerk (1908), ein Kupfer- und Messingwerk (1909) und ein Aluminiumwerk (1935/36). Bergbau und Schwerindustrie sorgten in der Stadt für eine beträchtliche Umweltbelastung, vor allem durch die Freisetzung von Schwermetallen, Staub und Schwefelverbindungen aus der Verhüttung des schwefelhaltigen Kupferschiefers.

### Subventioniertes Fortbestehen (1929–1989)
Seit der Weltwirtschaftskrise 1929 war der Kupferbergbau nicht mehr rentabel. Noch in der Weimarer Republik wurden staatliche Subventionen gezahlt, um Massenentlassungen zu verhindern. Die Subventionen wurden wegen Autarkiebestrebungen und Devisenmangel sowohl im „Dritten Reich“ als auch in der DDR aufrechterhalten und stetig vergrößert.
Trotz der Konzentration kriegswichtiger Industriebetriebe wurde die Stadt im Zweiten Weltkrieg nur einmalig am 11. April 1945 durch US-Bomber angegriffen. Hierbei wurden keine Industrieanlagen getroffen, Bombeneinschläge in der Altstadt töteten jedoch 51 Bürger und zerstörten 30 Gebäude mit 109 Wohnungen, weitere 117 Gebäude wurden beschädigt. Einige Tage später besetzten amerikanische Truppen die Stadt, zogen sich jedoch gemäß der Erklärung von Jalta einige Wochen später wieder zurück. Sowjetische Truppen besetzten das Gebiet, das zu einem Teil der Sowjetischen Besatzungszone und später der Deutschen Demokratischen Republik (DDR) wurde.
Am 1. Juli 1950 wurde die bis dahin eigenständige Gemeinde Burgörner eingegliedert. 1952 wurde die Stadt Kreisstadt des neugegründeten Kreises Hettstedt. Im Norden der Stadt wurden große Wohnsiedlungen angelegt. Bergbau und große Teile der Schwerindustrie und des Maschinenbaus der Region wurden zum Mansfeld-Kombinat, einem der größten Kombinate der DDR, zusammengefasst.
Der Bergbau verlagerte sich nach fortschreitender Erschöpfung der lokalen Vorkommen zwischen 1951 und 1969 in die ca. 20 km entfernte Region Sangerhausen, was einen regen Pendelverkehr der Hettstedter Bergleute auslöste. Schwerindustrie und Maschinenbau blieben in Hettstedt, jedoch wurde in der DDR kaum in die Anlagen investiert, so dass teilweise bis 1989 mit Maschinen von 1908 gearbeitet wurde. Zwar wurde versucht, die noch immer gravierende Umweltbelastung in der Stadt zu reduzieren, mangels Kapital erzielte man jedoch kaum Erfolge. Durch die Eingemeindungen, Einwanderung sowie Geburtenüberschuss stieg die Einwohnerzahl bis 1950 auf 16.316, bis 1989 noch einmal auf über 21.000.

### Neubeginn (1989 bis heute)
Die Produktionskosten des Mansfelder Kupfers lagen Ende der 1980er Jahre etwa beim zehnfachen des Weltmarktpreises für Kupfer. Nach der Deutschen Wiedervereinigung wurden keine Subventionen mehr gezahlt, woraufhin der Bergbau eingestellt wurde. Die Industrieanlagen des Mansfeld Kombinates waren zum größten Teil veraltet, so dass auch sie mangels Rentabilität stillgelegt wurden. Nachdem für das unter dem Namen „Mansfeld AG“ firmierenden Gesamtunternehmen kein Investor gefunden wurde, wurde es ab 1993 in mehrere Teile aufgegliedert. Die Suche nach Investoren war in einigen Fällen erfolglos, andere Betriebsteile wechselten mehrfach den Besitzer, was bei der Bevölkerung für Verunsicherung sorgte. Binnen weniger Jahre reduzierte sich die Zahl der Beschäftigten in der Industrie auf weniger als ein Viertel. Dies war einer der Hauptgründe dafür, dass Hettstedt seit Jahren eine der höchsten Arbeitslosenquoten Deutschlands aufwies und noch immer aufweist.
Heute hat sich die verbliebene lokale Industrie stabilisiert. Die Umweltbelastung durch die Industrie ist stark zurückgegangen. Die Wasserqualität der Wipper ist inzwischen so gut, dass sie im Stadtgebiet durch Enten, Fische und Nutrias bevölkert wird. Auch die Luftqualität hat sich trotz der zunehmenden Belastung durch Autoabgase deutlich verbessert. Es existiert jedoch noch immer eine starke Bodenbelastung durch Schwermetalle, vor allem im Bereich der Abraumhalden und der ehemaligen Hüttenwerke. Hettstedt und das Umland sind in diesem Bereich zu einem Versuchsfeld für die Bodensanierung geworden, etwa mittels gentechnisch veränderter Pflanzen.
Die Stadt verlor 1994 nach Zusammenlegung von Kreis Hettstedt und Kreis Eisleben zum Landkreis Mansfelder Land ihren Status als Kreisstadt an die Lutherstadt Eisleben. Durch starke Abwanderung und sinkende Geburtenzahlen sank die Bevölkerungszahl bis 2008 unter 15.000 Einwohner. Durch die Eingemeindungen der Nachbargemeinden Walbeck und Ritterode am 1. September 2010 stieg die Einwohnerzahl wieder auf 15.343.

### Eingemeindungen
- 1879: Kupferberg
- 1950: Burgörner
- 2010: Walbeck und Ritterode

## Bevölkerung
Die Bevölkerung von Hettstedt stieg nach einem Tiefpunkt nach dem Dreißigjährigen Krieg über die Jahrhunderte bis 1989 stark an. Nach der Wende setzte ein starker Bevölkerungsrückgang ein, der weiterhin anhält.
| Jahr | Einwohner |
| ---- | --------- |
| 1600 | ca. 2.100 |
| 1644 | 502       |
| 1790 | 2.900     |
| 1885 | 8.678     |
| 1910 | 8.866     |

| Jahr | Einwohner |
| ---- | --------- |
| 1950 | 08.866    |
| 1990 | 21.042    |
| 2006 | 15.379    |
| 2010 | 15.343    |
| 2015 | 14.533    |

| Jahr | Einwohner |
| ---- | --------- |
| 2020 | 13.758    |
| 2021 | 13.623    |
| 2022 | 13.107    |
| 2023 | 12.923    |
| 2024 | 12.783    |

Stand: 31. Dezember des jeweiligen Jahres (Angaben des Statistischen Landesamtes Sachsen-Anhalt), ab 2011 auf Basis des Zensus 2011, ab 2022 auf Basis des Zensus 2022

## Religion

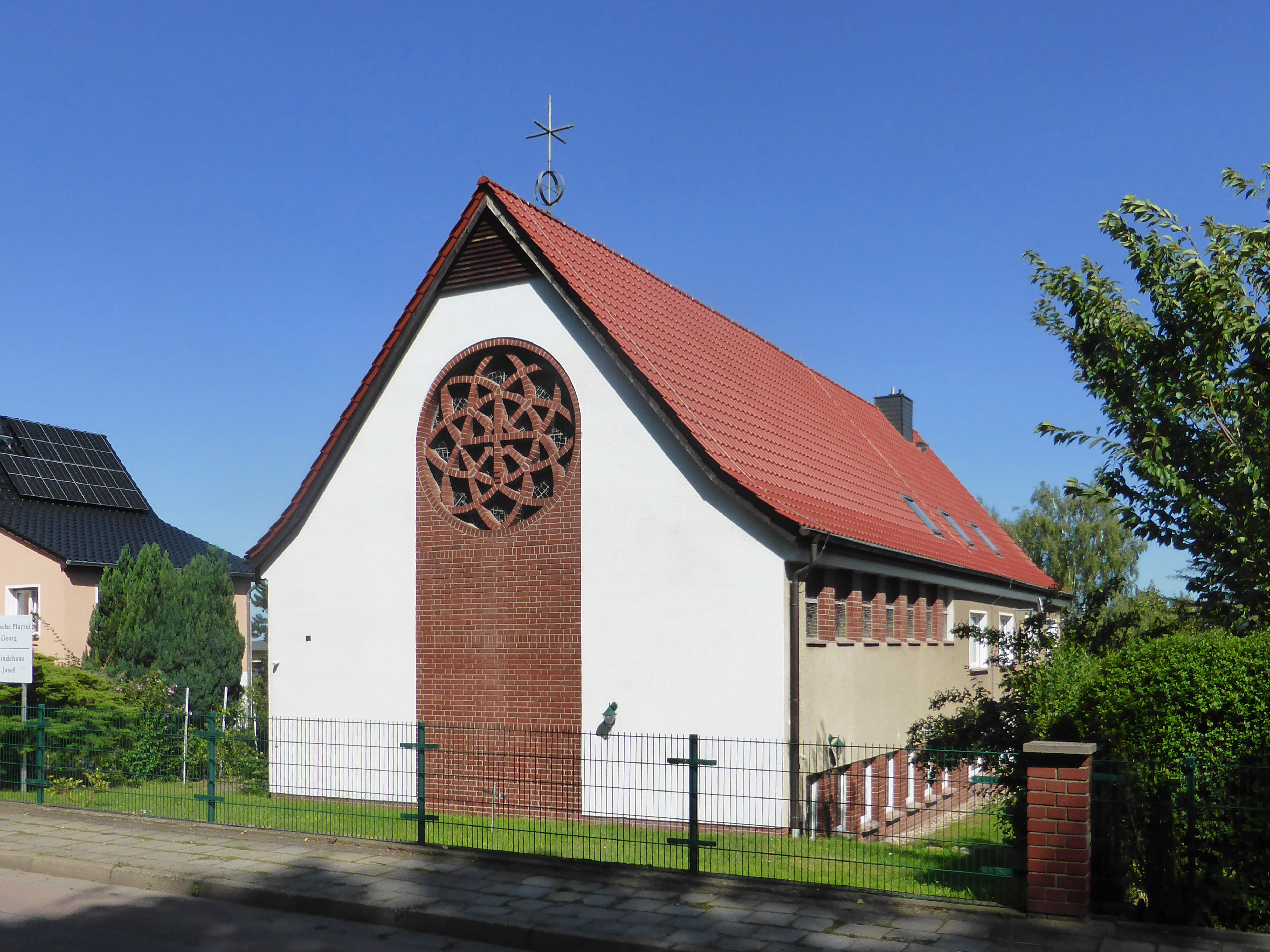
Katholisches Gemeindehaus

Die mitgliedstärkste Religionsgemeinschaft der Stadt ist seit der Reformation die Evangelische Kirche. Der evangelische Kirchengemeinde St. Jakobi Hettstedt gehört zum Kirchenkreis Eisleben-Sömmerda der Evangelischen Kirche in Mitteldeutschland. Zu ihr gehören neben der St.-Jakobi-Kirche in Hettstedt auch die St.-Andreas-Kirche in Walbeck und die beiden Kirchen in Wiederstedt. Die St.-Nicolai-Kirche in Burgörner-Altdorf und die Lutherkirche in Burgörner-Neudorf hingegen gehören zur Kirchengemeinde KSP Mansfeld-Lutherstadt, ebenfalls im Kirchenkreis Eisleben-Sömmerda. Die Heilandskirche in Molmeck wird nicht mehr genutzt, die früher auch evangelische St.-Gangolf-Kirche wurde 1972 von der Kirchengemeinde aufgegeben und wird heute für kulturelle Veranstaltungen genutzt.
Nachdem sich im Zuge der Industrialisierung wieder zahlreiche Katholiken in Hettstedt und den umliegenden Ortschaften niedergelassen hatten, wurde 1890 eine katholische Gemeinde gegründet und 1892/93 die Marienkirche erbaut. Nachdem die Zahl der Katholiken wieder erheblich abgesunken war, wurde die Kirche 2020 profaniert. Die katholischen Gottesdienste in Hettstedt finden heute im 1987 erbauten Gemeindehaus St. Josef im Arnstedter Weg statt.

## Politik

### Stadtrat
Der Stadtrat von Hettstedt besteht entsprechend der Einwohnerzahl der Stadt aus 28 Mitgliedern und dem Bürgermeister. Die Kommunalwahl am 9. Juni 2024 führte bei einer Wahlbeteiligung von 54,8 % zu folgendem Ergebnis:
| Partei / Wählergruppe                 | Stimmenanteil 2019 | Sitze 2019 |        | Stimmenanteil 2024 | Sitze 2024 |
| ------------------------------------- | ------------------ | ---------- | ------ | ------------------ | ---------- |
| AfD                                   | 14,3 %             | 4          | 28,0 % | 5                  |            |
| CDU                                   | 24,5 %             | 7          | 24,1 % | 7                  |            |
| Die Linke                             | 30,1 %             | 9          | 15,8 % | 4                  |            |
| SPD                                   | 07,0 %             | 2          | 09,4 % | 3                  |            |
| Liste für Hettstedt (LFH)             | –                  | –          | 09,4 % | 2                  |            |
| Freie Bürger Mitteldeutschland (FBM)  | 12,5 %             | 4          | 07,1 % | 2                  |            |
| Freiwillige Feuerwehr Hettstedt (FFH) | 04,3 %             | 1          | 03,4 % | 1                  |            |
| Bürger.schafft.Hettstedt (BSH)        | 05,1 %             | 1          | 02,2 % | 1                  |            |
| FDP                                   | 01,1 %             | –          | 00,7 % | –                  |            |
| Einzelbewerber Walter Hippmann        | 01,1 %             | –          | –      | –                  |            |
| Insgesamt                             | 100 %              | 28         | 100 %  | 25                 |            |

Bei der Wahl 2024 entfielen auf die AfD acht Sitze, von denen drei unbesetzt bleiben, weil die Partei nur fünf Kandidaten nominiert hatte.
Die CDU hat mit der BSH eine Fraktion gebildet (acht Mandate), die FBM und die FFH haben ebenfalls eine Fraktion gebildet (drei Mandate). Die übrigen Parteien und Gruppierungen haben jeweils eigene Fraktionen (Stand: März 2025).

### Bürgermeister
- 1991–2011: Jürgen Lautenfeld (CDU, parteilos)[13]
- 2011–2018: Danny Kavalier (CDU)
- seit 2018: Dirk Fuhlert (parteilos)

Am 29. November 2011 wurde Kavalier mit 59,9 % der gültigen Stimmen zum Bürgermeister gewählt. Er verstarb 2018 im Alter von 40 Jahren.
Am 28. Oktober 2018 wurde Fuhlert mit 57,9 % der gültigen Stimmen zu seinem Nachfolger gewählt. Seine Amtszeit beträgt sieben Jahre.

### Wappen
| Wappen von Hettstedt | Blasonierung: „In Silber ein nimbierter schwarzbärtiger Mann in natürlichen Farben, bekleidet mit goldenem Gewande mit schwarzem Gürtel und rechtsseitiger Gürteltasche mit silberner Muschel, grünem Überwurfmantel und ebensolchem, mit einer silbernen Muschel verziertem Pilgerhut, schwarzen Sandalen und einen schwarzen Pilgerstab in der rechten Armbeuge, in den ausgestreckten Händen je einen Wappenschild haltend, rechts siebenmal von Silber und Rot geteilt, links Silber geviert, eins und vier sechsmal von Silber und Rot geteilt, in zwei und drei zwei sich berührende rote Rautenbalken aus je drei Rauten.“ |
| Wappen von Hettstedt | Wappenbegründung: Der nimbierte Mann ist der Heilige Jakobus der Ältere, der Kirchenpatron, mit dem Querfurter Wappen in der rechten und dem Wappen (vor 1481) der Grafen von Mansfeld-Querfurt in der linken Hand. Das Wappen wurde nach einer historischen Vorlage vom Kommunalheraldiker Jörg Mantzsch gestaltet. |

### Städtepartnerschaften
- Vöhringen, Bayern
- Bergkamen, Nordrhein-Westfalen (Städtefreundschaft)

## Sehenswürdigkeiten und Kultur

### Bauwerke

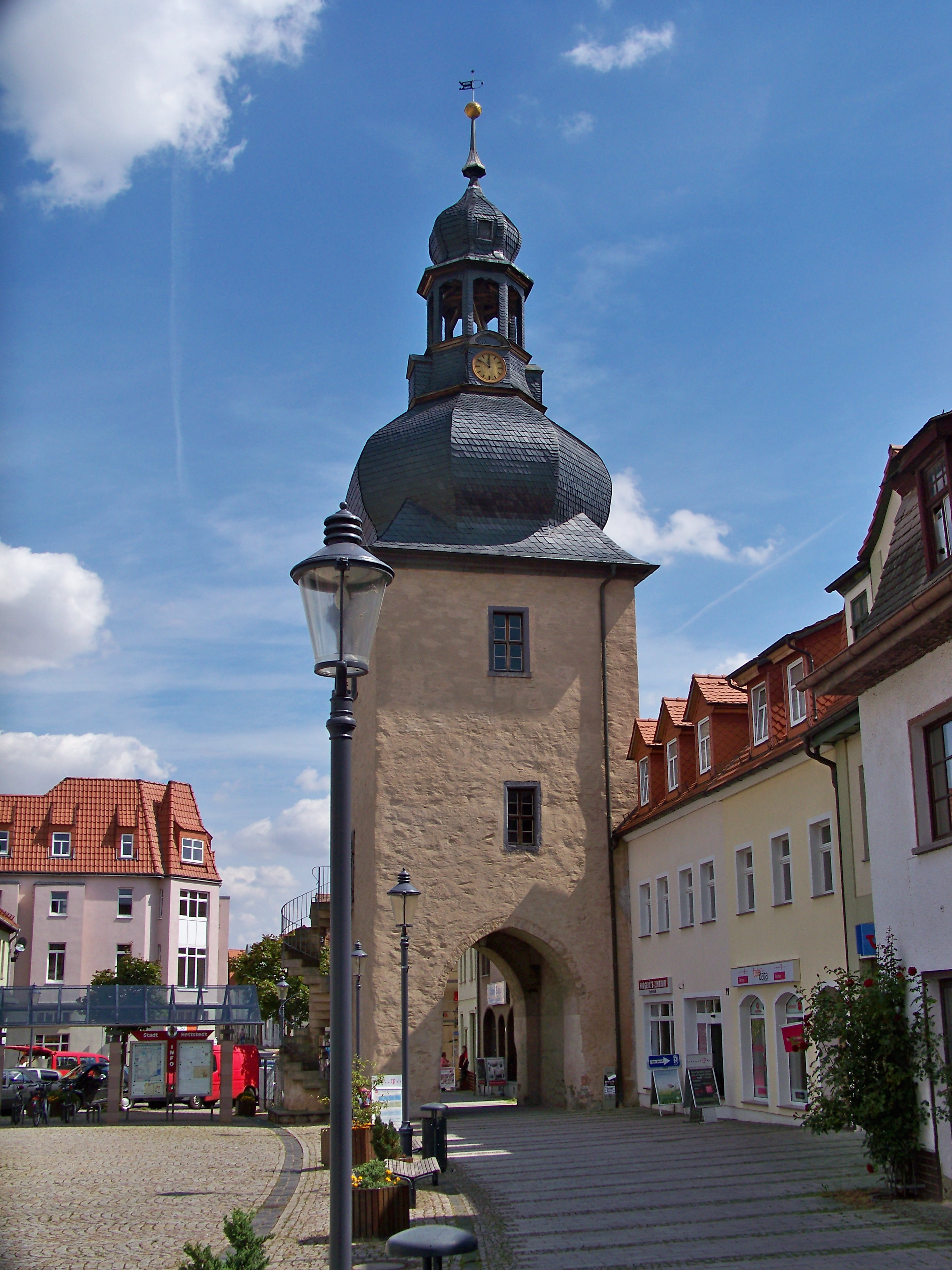
Saigertor

#### Saigertor
Das Saigertor ist das nördliche Tor der Stadt. Es gibt den Weg zum Freimarkt, nach Wiederstedt und Aschersleben frei. Das Tor gilt als ein Wahrzeichen der Stadt; es dominiert mit seiner Erscheinung über den hinteren Teil des Marktplatzes. Das Saigertor wurde 1535 errichtet und hat seine Bezeichnung von dem mansfeldischen Ausdruck für Uhr „Seiher“. Am 25. März 1651 wurde es bei einem Feuer zerstört und in den Jahren 1721 und 1722 wieder neu errichtet. Durch die Welsche Haube, die zur Vereinheitlichung des Stadtbildes der Haube des Kirchturms der St. Jakobi-Kirche angeglichen wurde, ist es unverkennbar. Bei der Neuerrichtung erhielt der Turm eine schlagende Uhr, die bereits 1627 eine nicht schlagende Vorgängerin hatte. Der Turm ist mit Vorhangbogenfenstern in Stabwerkrahmung versehen. An seiner Nordseite wurden vier mansfeldische Wappen angebracht, darüber und darunter wurde die Jahreszahl 1537 verewigt, daneben steht die Inschrift „verbvm domini manet in eternvm“. Vor der 950-Jahr-Feier der Stadt wurde das Saigertor restauriert und erstrahlt nun wieder in seinem alten Glanz.
Koordinaten: 51° 38′ 48,8″ N, 11° 30′ 49,5″ O

#### Zuckerhut-Turm/Hexenturm
Verteidigungsturm der früheren Stadtbefestigung. Der Zuckerhut befindet sich an der am stärksten befestigten Ostseite der Stadtmauer. Der Turm wurde 1434 erbaut; er hat seinen Namen vom keilförmigen Aufsatz, der den Verteidigern der Stadt als Rückenschutz diente. Im Mittelalter glaubten die Menschen, dass in diesem Turm die Hexen eingesperrt wurden, daher die alternative Bezeichnung als Hexenturm. In diesem Turm war aber nie eine Hexe eingesperrt, denn erst nachträglich in der zweiten Hälfte des 18. Jahrhunderts wurde am Turm aus Resten der Stadtmauer ein zweigeschossiger Wohnhaus- und Gefängnisbau angebaut, der bis in die 1930er als Gefängnis genutzt wurde. Vom Saigertor führte ein Wehrgang zum Zuckerhut, damit der im Falle eines Angriffs möglichst schnell besetzt werden konnte. Heute befindet sich im Zuckerhut eine Galerie, die sich Kunstzuckerhut nennt, dadurch konnte der Zuckerhut, der sich noch bis vor ein paar Jahren in einem katastrophalen Zustand befand, restauriert werden. Dort finden regelmäßig Ausstellungen und Workshops statt.
Koordinaten: 51° 38′ 46″ N, 11° 30′ 50,5″ O

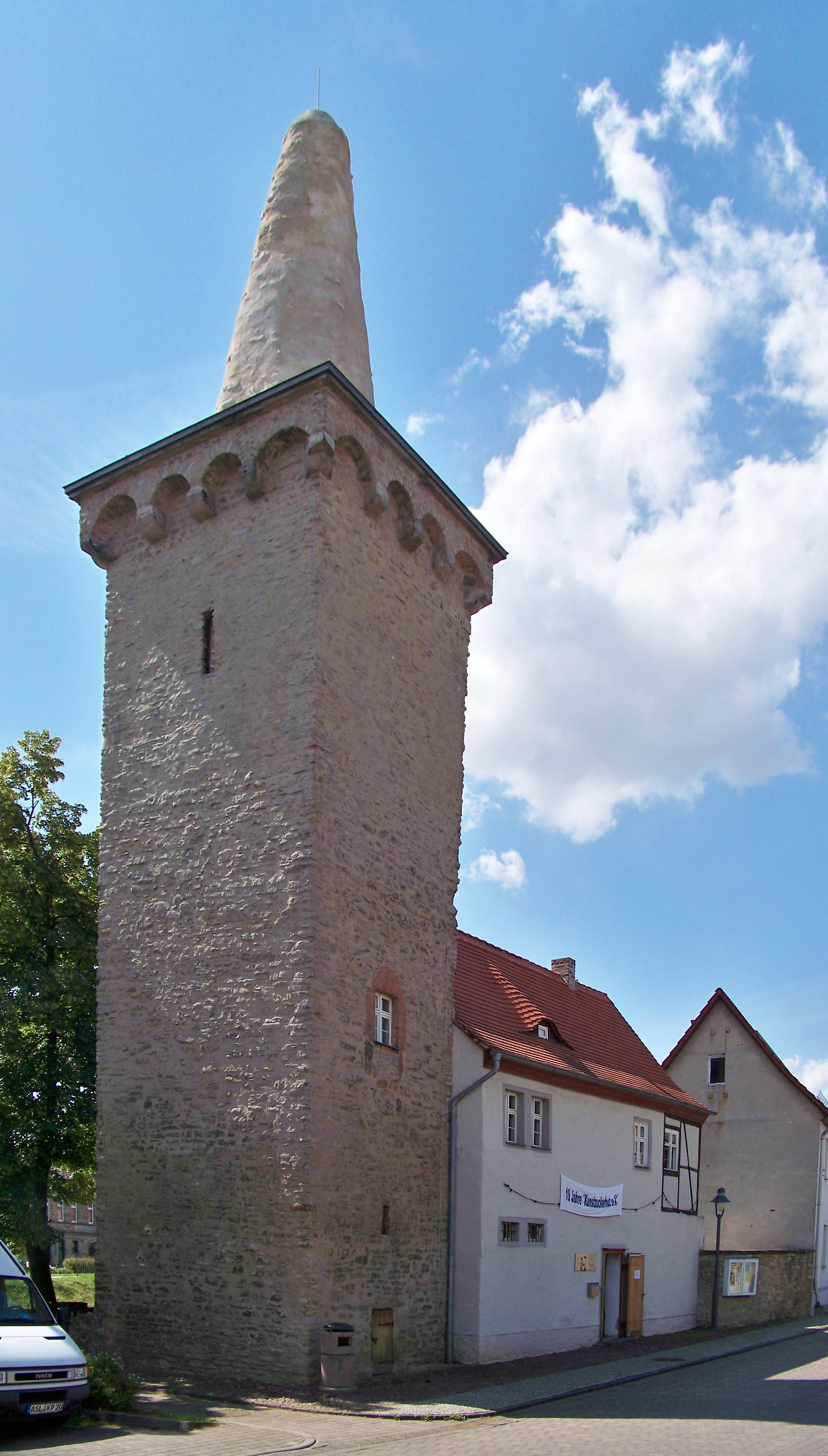
Zuckerhut-Turm
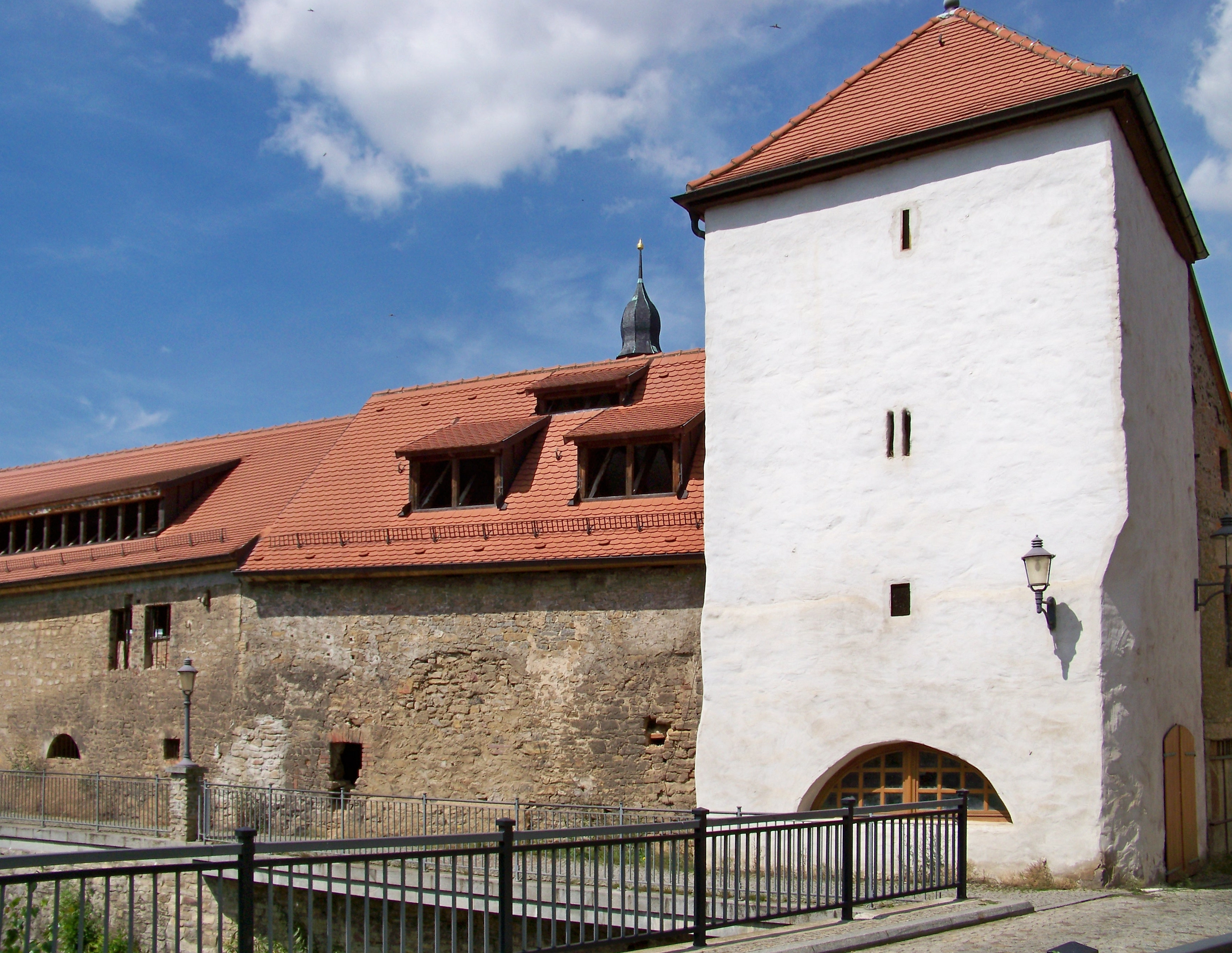
Brückentor

#### Brückentor/Kodekarre
Der östlichste Eingang zur Stadt war das Brücktor; es entstand um 1556. Damals wurde über die Wipper eine Zugbrücke aus Holz gebaut. Zu diesem Zweck wurde das einfache Wassertor abgerissen und durch einen Torturm verstärkt. Den Namen Brücktor verdankt es dem Umstand, dass es das einzige Tor ist, welches eine Brücke aufzuweisen hat. Es wird aber auch „Kodekarre“ genannt; die Bezeichnung stammt wahrscheinlich aus der Zeit der französischen Besatzung. Denn 1810 wurde eine Kompanie französischer Grenadiere als Wachtruppe im Brücktor stationiert. Seitdem heißt es „Corps de Garde“ oder einfach „Franzosenturm“. 1716 wurde die Holzbrücke abgerissen und durch eine steinerne ersetzt; eine Inschrift an der Brücke zeugt noch davon.
Koordinaten: 51° 38′ 43″ N, 11° 30′ 47,6″ O

#### Molmecktor
Das Molmecker Tor gibt den Weg nach Meisberg und zu Vorstadt Molmeck frei. Das 1434 gebaute Tor erhielt seinen Namen nicht vom ehemaligen Dorf Molmeck, sondern wahrscheinlicher ist, dass der Name von seinem Erbauer stammt. Der Sage nach soll der Kornhändler Jacob Molmiß die Preise für Getreide in die Höhe getrieben haben, so dass sich kaum jemand noch Getreide leisten konnte. Die Hettstedter Bürger schlossen sich zusammen und zwangen Molmiß, als Strafe die Baukosten des Molmecker Tors zu tragen. Während der Bauzeit begann Molmiß wieder die Preise zu steigern, also sperrten die Bürger ihn in seinen eigenen Turm ein. Beim Versuch zu fliehen blieb er an einem Vorsprung hängen, verhungerte und wurde zu Stein. Tatsächlich ist eine steinerne Figur am Turm angebracht, der einst als Gefängnis genutzt wurde. Bei dieser Figur handelt es sich um einen Wasserspeier, der auf einem verzierten Kragstein angebracht wurde. Die Figur eines Mannes bildet das letzte Stück des Steins und ist so angebracht, dass sie den Wasserspeier auf dem Rücken trägt.
Koordinaten: 51° 38′ 42,2″ N, 11° 30′ 40″ O

#### Sankt-Gangolf-Kirche

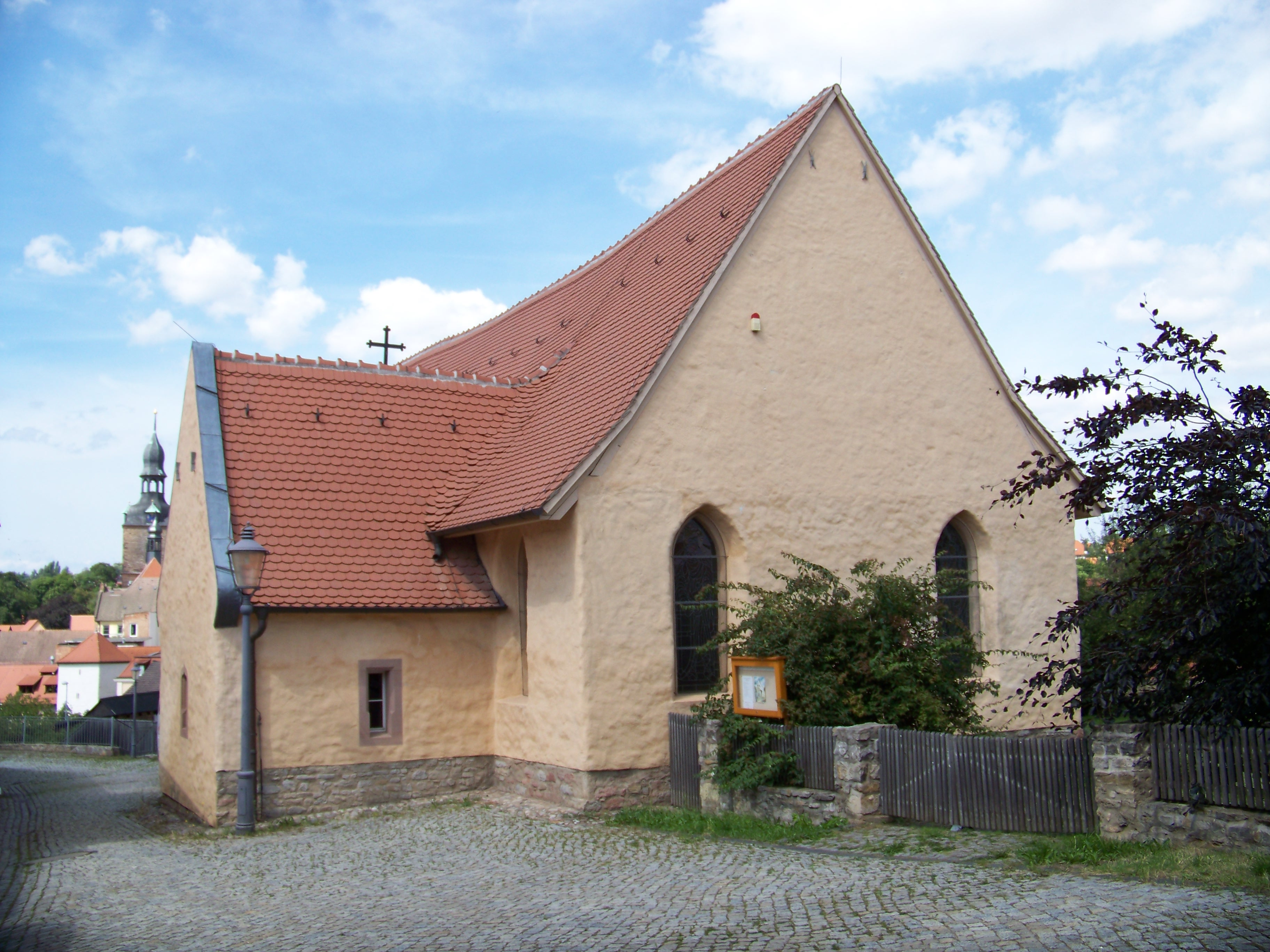
St. Gangolf

Im Jahr 1199 entdeckten die Bergknappen Nappian und Neucke auf dem Kupferberg bei Hettstedt das Kupferschiefererz. Da aufgrund dieser Entdeckung viele Menschen dorthin kamen, um nach Erz zu suchen, wurde der Bau einer Kapelle erforderlich. Nach der Sage wurden auf dem Kupferberg zwei Eichen gefällt und zersägt, um daraus eine schlichte Holzkapelle zu errichten, mit einem kleinen Kreuz auf ihrer Spitze. Diese erste Andachtsstätte auf dem Kupferberg, eine Marienkapelle, wurde mit der starken Zunahme der Bevölkerung zu klein; sie wurde daher abgerissen. Aus Zechstein und Schiefer errichtete man eine neue kleine Kirche.
Hettstedt und seine Umgebung lagen damals noch im Herrschaftsgebiet der Grafen von Arnstein. Die Grafen hatten in ihrem Stammsitz Arnstedt ein Spital gestiftet, das aber durch Kriege zerstört worden war. Um 1204 beschloss Graf Albrecht I. von Arnstein (1175–1235/36) die Verlegung des Arnstedter Hospitals auf den Kupferberg. Das Hospital wurde an die vorhandene Marienkapelle angeschlossen. 1223 wurde gemäß der von Graf Albrecht I. von Arnstein ausgestellten Urkunde die Kapelle im Beisein von Graf Albrecht I. von Arnstein und dem Hettstedter Pfarrer Heinrich von Drohndorf aus dem Pfarrbereich St. Georg herausgelöst. Die Kapelle diente seitdem als Hospitalkirche und erhielt einen eigenen Pfarrherrn. Das Hospital wurde dem Heiligen Gangolf geweiht. Im Hospital kam es zu ständigen Unruhen, da unrechtmäßig Menschen aufgenommen wurden, die nicht bedürftig waren. Diese Unruhen nutzte 1254 die Witwe Albrechts I. von Arnstein, Mechthild von Arnstein (1196–1264). Sie gründete auf dem Kupferberg zusammen mit ihrer Verwandten, Lucardis von Wernigerode, eine Frauenkloster-Vereinigung, die den Augustinerinnen zugehörig war. Im Jahr 1259 wurde das Kloster nach Oberwiederstedt verlegt. Die leerstehenden Gebäude auf dem Kupferberg wurden als Wirtschaftshof genutzt, dessen Ruinen noch bis 1812 zu sehen waren.
Um das Jahr 1400 erfolgte der Umbau der romanischen Kapelle St. Maria zur gotischen Dorfkirche St. Gangolf. Ans Gebäude wurde westlich eine Vorhalle angebaut und gotische Spitzbogenfenster ersetzten nun die romanischen Rundbogenfenster. 1879 wurde der Kupferberg nach Hettstedt eingemeindet, 1884/86 kam der Kupferberg auch kirchlich nach Hettstedt.
Koordinaten: 51° 38′ 43,3″ N, 11° 30′ 53,7″ O

#### Sankt-Jacobi-Kirche

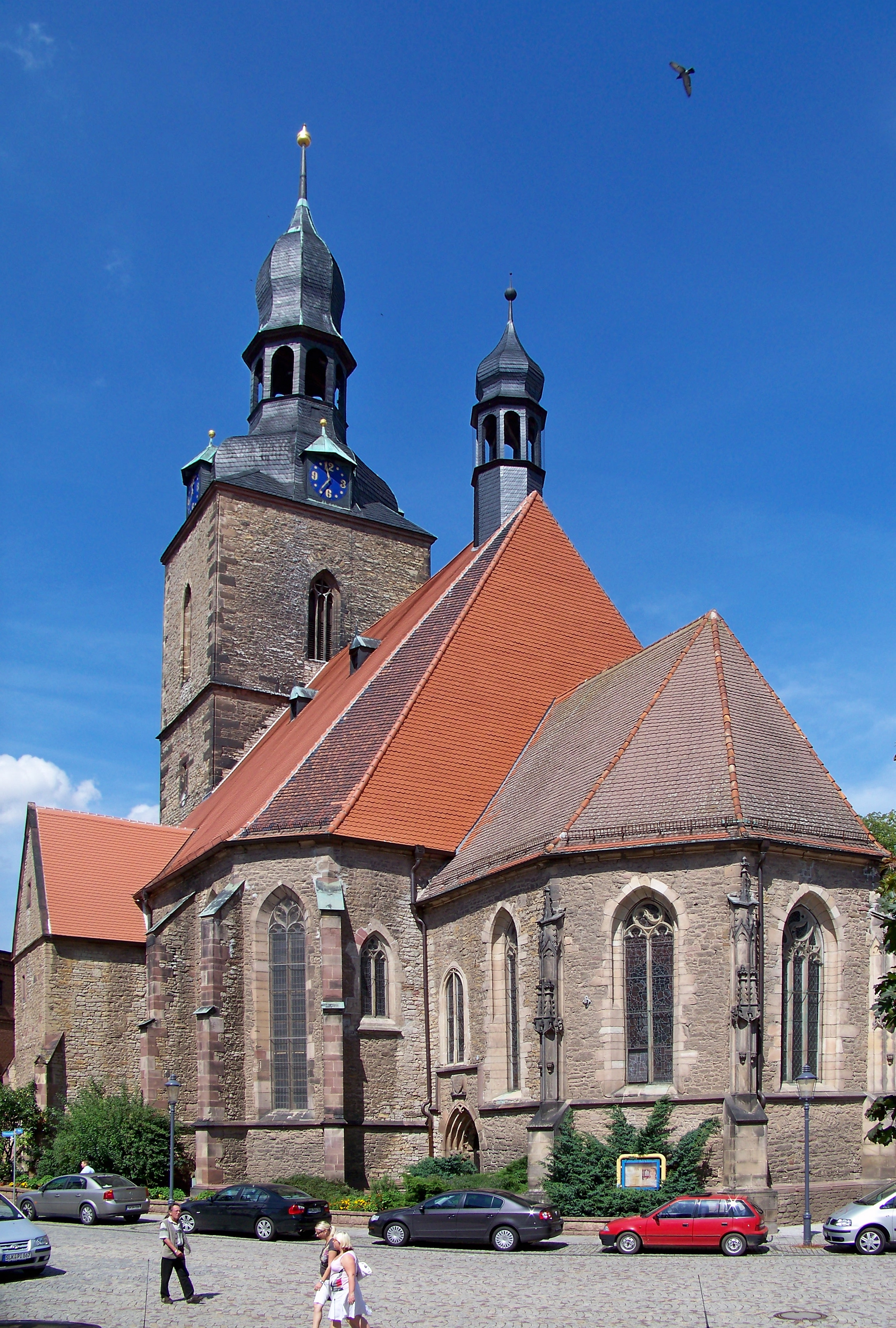
St. Jacobi

Die St.-Jakobi-Kirche ist die zweite Kirche Hettstedts. Ihre Vorgängerin war eine schlichte Holzkirche, deren Patron der heilige Georg war. Der heilige Georg war der Hauptherr, der mit Sicherheit vom Nebenherrn, St. Jakobus dem Älteren, Stück für Stück abgelöst worden ist. Bereits 1223 wird an dieser Kirche ein Pfarrherr genannt und zwar in der Urkunde, mit welcher der Kupferberg aus der Pfarre Hettstedts ausgelöst worden ist. Die St.-Jakobi-Kirche war gemäß einer Urkunde von 1436 Tochterkirche der St.-Eustachius-Kirche im heute wüsten Wesenstedt. Das Patronatsrecht hatte die Äbtissin der Servatiusstiftes in Quedlinburg. Seit wann, ist unbekannt, es ist aber davon auszugehen, dass sie das Patronatsrecht seit Anbeginn der Kirche hatte, denn bereits 1351 verkündete Bischof Albrecht II. von Halberstadt (1325–1358), dass „dat husz und de stad to Hestede und alle dat dar to gehort [Molmeck und Wesenstedt]“ Besitzungen des Servatiusstifts waren. Wenige Jahre später bestimmte die Äbtissin von Quedlinburg einen neuen Pfarrer für Hettstedt, denn ihr stehe das Patronatsrecht zu. Im Jahr 1434 verleibte sich die St. Jakobi-Kirche ihre Mutterkirche St. Eustachius ein, denn im damals schon fast wüsten Wesenstedt lebten keine Menschen mehr. Die Vereinigung geschah mit der Einwilligung der Äbtissin Kunigunde von Walbeck. Das ist damit zu erklären, dass die Bauern von Wesenstedt sich in der Nähe von Hettstedt angesiedelten, um dort größeren Schutz zu finden. Durch diesen Zuwachs der Bevölkerung benötigte Hettstedt eine größere Kirche, mit deren Bau man bereits 1418 begonnen hatte. Zuerst wurde der Chor gebaut und 1429 fertiggestellt, dann 1445 das Schiff. Dass es so lange dauerte, bis man mit dem Schiff begann, lässt sich durch den Kosten- und Zeitaufwand mit dem 1428 begonnenen Bau des Turms erklären, dem am 27. Juli 1475 die Turmspitze aufgesetzt wurde; das Gewölbe des Schiffes wurde erst 1517 geschlossen.
Beim großen Brand von 1697, bei dem nur 27 Häuser verschont blieben, brannte auch die St. Jakobi-Kirche. Da der Kirchturm innerlich ausbrannte, schmolzen die Glocken, allerdings blieben die Mauern der Kirche stehen, so dass sie uns heute noch erhalten geblieben sind. Die Wiederherstellung der Kirche dauerte bis 1706 an. Bei der Renovierung der Kirche im Jahr 1905 wurden die beiden Ecktürmchen an der Ostseite des Turmes entfernt; diese hatten bis dahin den Türmern als Wohnung gedient. Außerdem wurde eine neue Turmuhr eingebaut.
Koordinaten: 51° 38′ 43,3″ N, 11° 30′ 41,4″ O

#### Rathaus

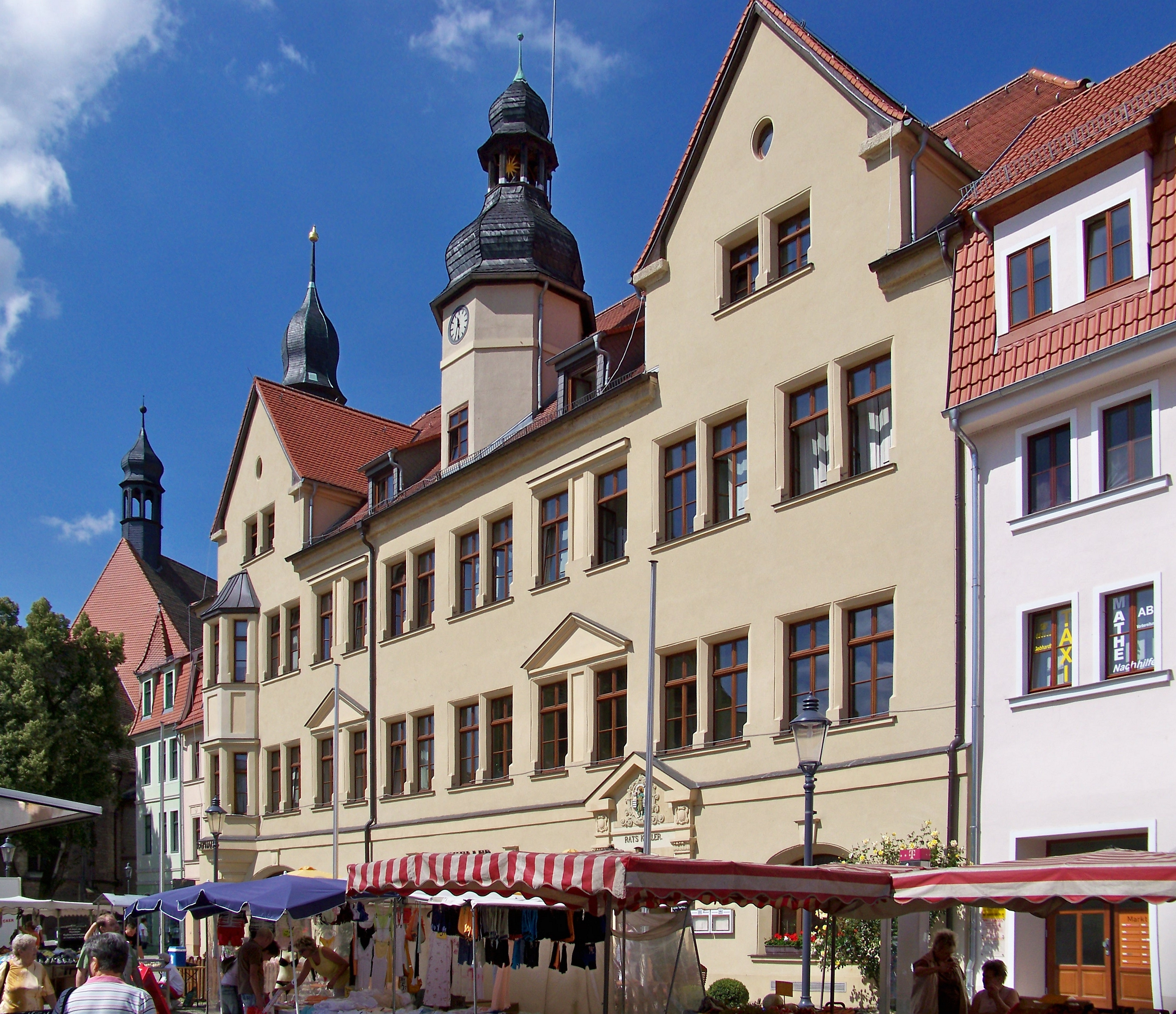
Rathaus

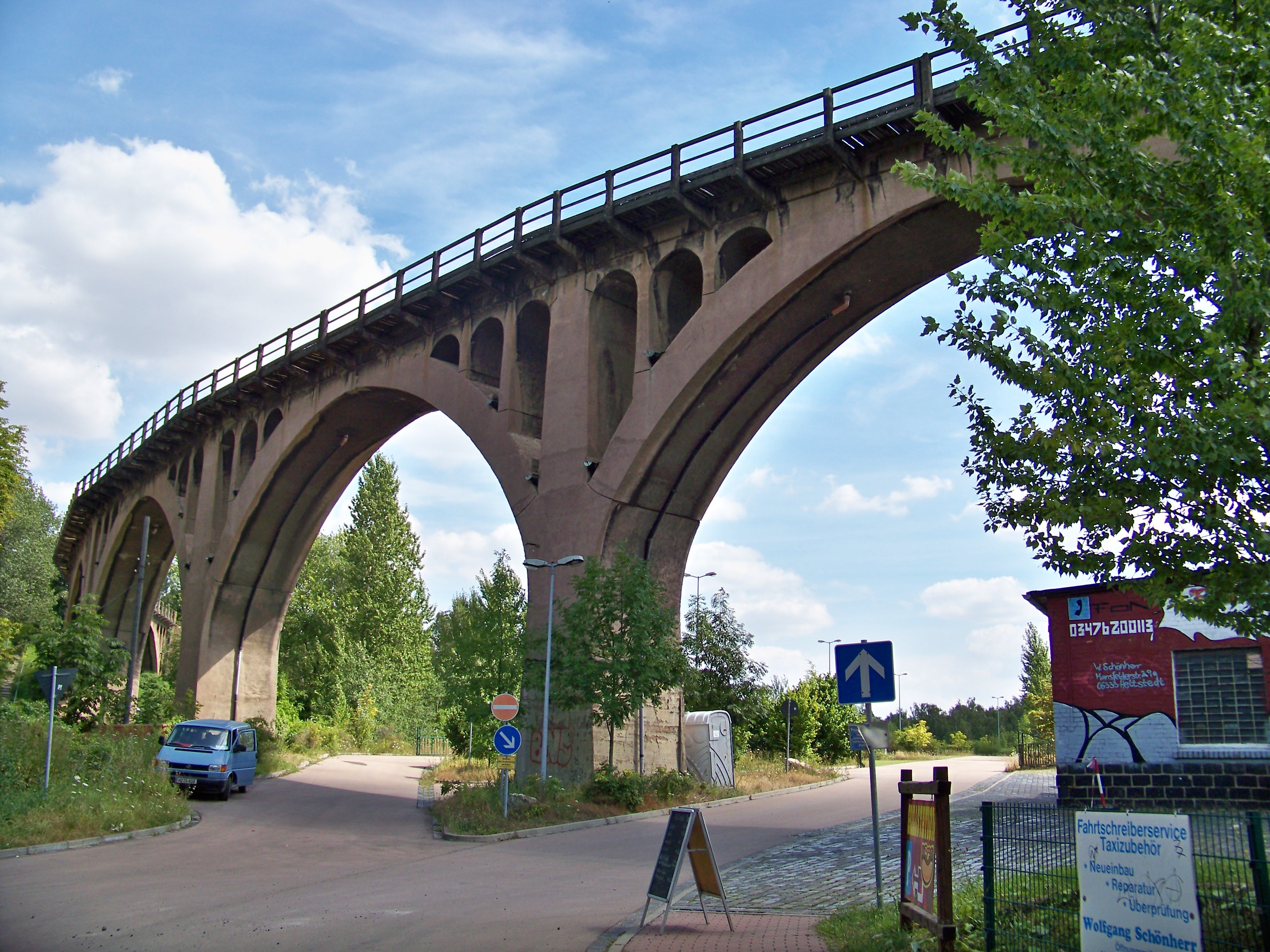
Viadukt

Das älteste bereits 1428 erwähnte Rathaus Hettstedt stand in der Mitte des heutigen Marktes, dort wo sich der Denkmalplatz befindet. Beim ersten großen Brand in der Stadt im Jahre 1506 wurden das Rathaus sowie die angrenzende Häuserreihe zerstört. 1520 wurde der hintere Teil des Rathauses wieder errichtet, 1526 folgte der vordere Teil. Das zweite Rathaus ähnelt in der Form dem heutigen, allerdings war es kleiner. Nach der Zerstörung im Dreißigjährigen Krieg wurde es 1667 nur notdürftig repariert und 1684 mit einem neuen Glockenturm versehen. In dieser Form blieb das Rathaus bis 1879 bestehen. Als es baufällig geworden war, entschloss sich die Stadt, ein neues Rathaus zu bauen. Das dritte Rathaus wurde im neuklassizistischen Baustil errichtet. Es wurden kleine Ecktürmchen angesetzt und Treppengiebel errichtet. Im Erdgeschoss wurde eine Ratskellerwirtschaft eingerichtet. 1913 wurde auch dieses Rathaus durch ein neues Rathaus ersetzt. Das vierte Rathaus in der Hettstedter Geschichte hat, genau wie sein Vorgänger, eine Gaststätte im Erdgeschoss, den Ratskeller, allerdings wurde in den letzten Jahren noch ein angrenzendes Haus als Bürgerbüro angeschlossen.
Koordinaten: 51° 38′ 44,9″ N, 11° 30′ 42,9″ O

#### Alte Druckerei Heise
Die 1889 gegründete Druckerei veröffentlichte im selben Jahr die erste Ausgabe der „Hettstedter Zeitung“. Deren Druck wurde 1941 eingestellt und es erfolgt eine Weiterführung als Akzidenzdruckerei.
Sowohl das Gebäude als auch die Ausstattung stehen unter Denkmalschutz.
Koordinaten: 51° 38′ 42″ N, 11° 30′ 38,3″ O

#### Maschinendenkmal
Das Maschinendenkmal steht am Standort der ersten deutschen Dampfmaschine wattscher Bauart.

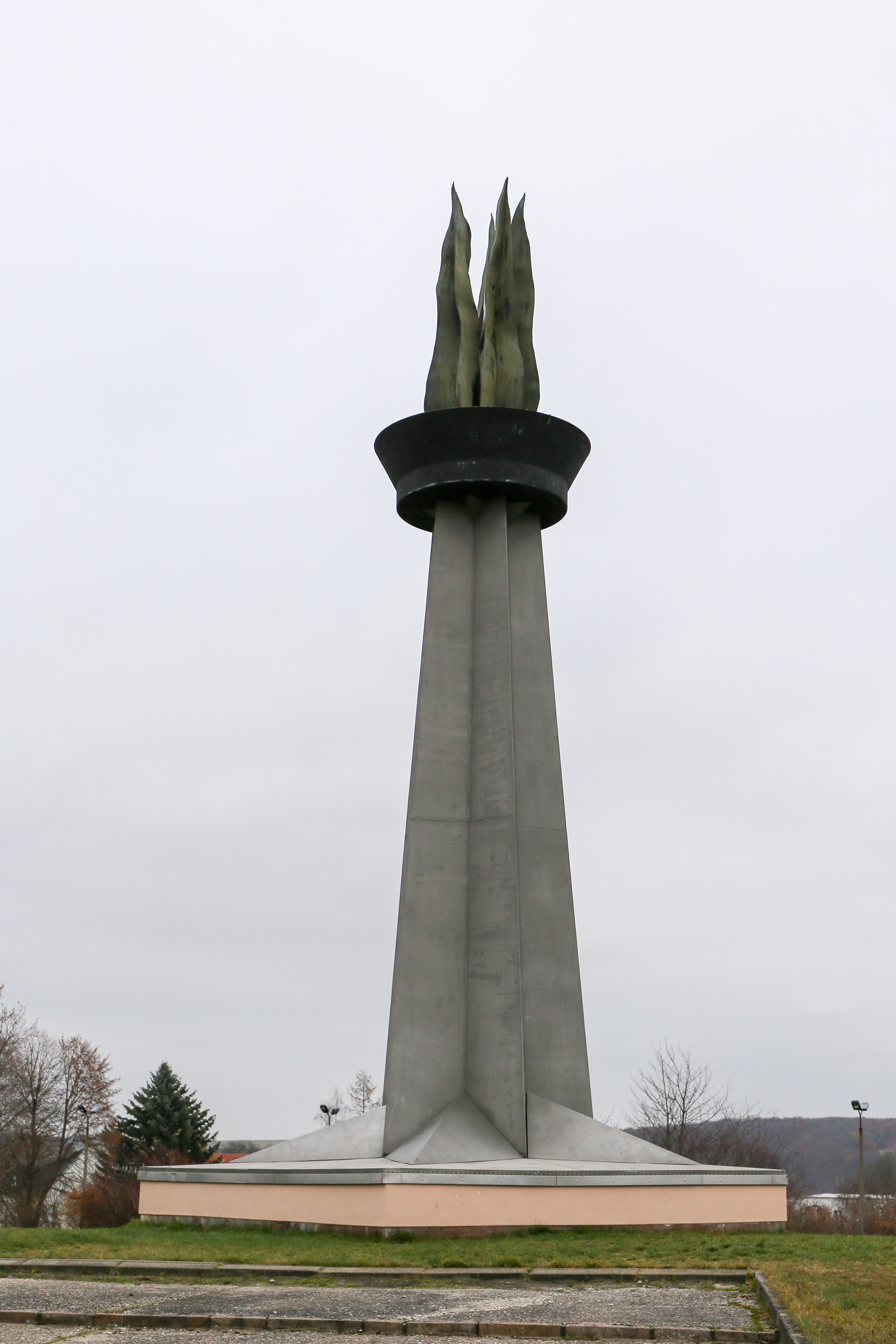
Flamme der Freundschaft (2020)

Koordinaten: 51° 37′ 59,3″ N, 11° 31′ 32,5″ O

#### Schmalzgrund-Viadukt
Unweit des Klubhauses befindet sich eine damals architektonische Meisterleistung, die erste um eine Kurve gehende Bogenbrücke Europas.
Koordinaten: 51° 38′ 5,2″ N, 11° 30′ 26,3″ O

### Gedenkstätten

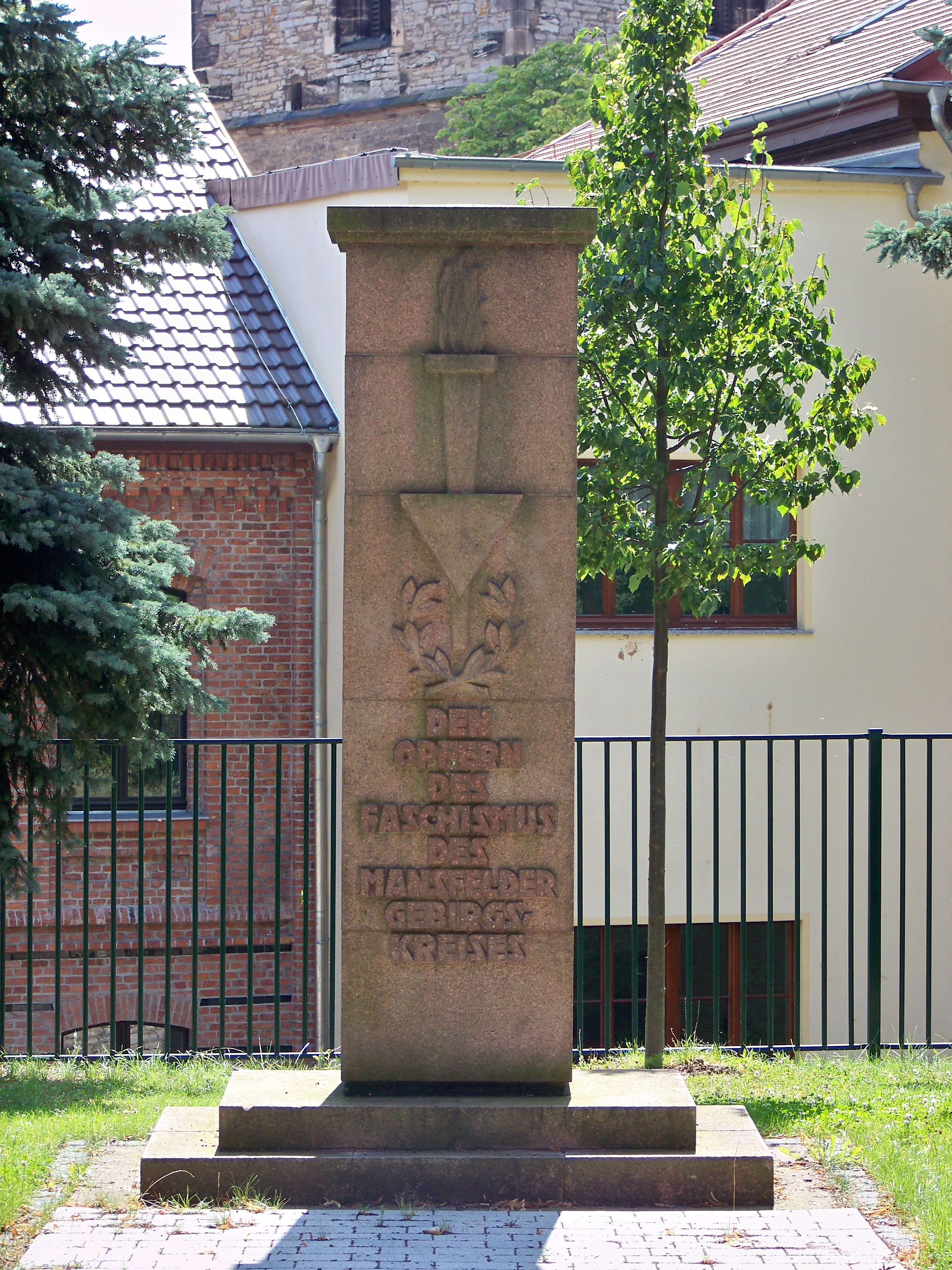
OdF-Gedenkstele

- Flamme der Freundschaft, monumentales Denkmal zum erstmaligen Einsatz von sowjetischem Erdgas in der Hettstedter Industrie im Jahre 1974
- OdF-Gedenk-Stele, Denkmal aus dem Jahre 1950 im Stadtpark für die Opfer des Faschismus
- Grabstätten für Opfer der Zwangsarbeit, auf dem Friedhof an der St.-Jacobi-Straße wurden fünf namentlich bekannte Polen begraben, die während des Zweiten Weltkrieges nach Deutschland verschleppt und Opfer von Zwangsarbeit wurden
- Grabstätte für Kriegsgefangene, auf dem Friedhof im Ortsteil Neudorf wurde ein namentlich bekannter polnischer Kriegsgefangener beerdigt

### Museen

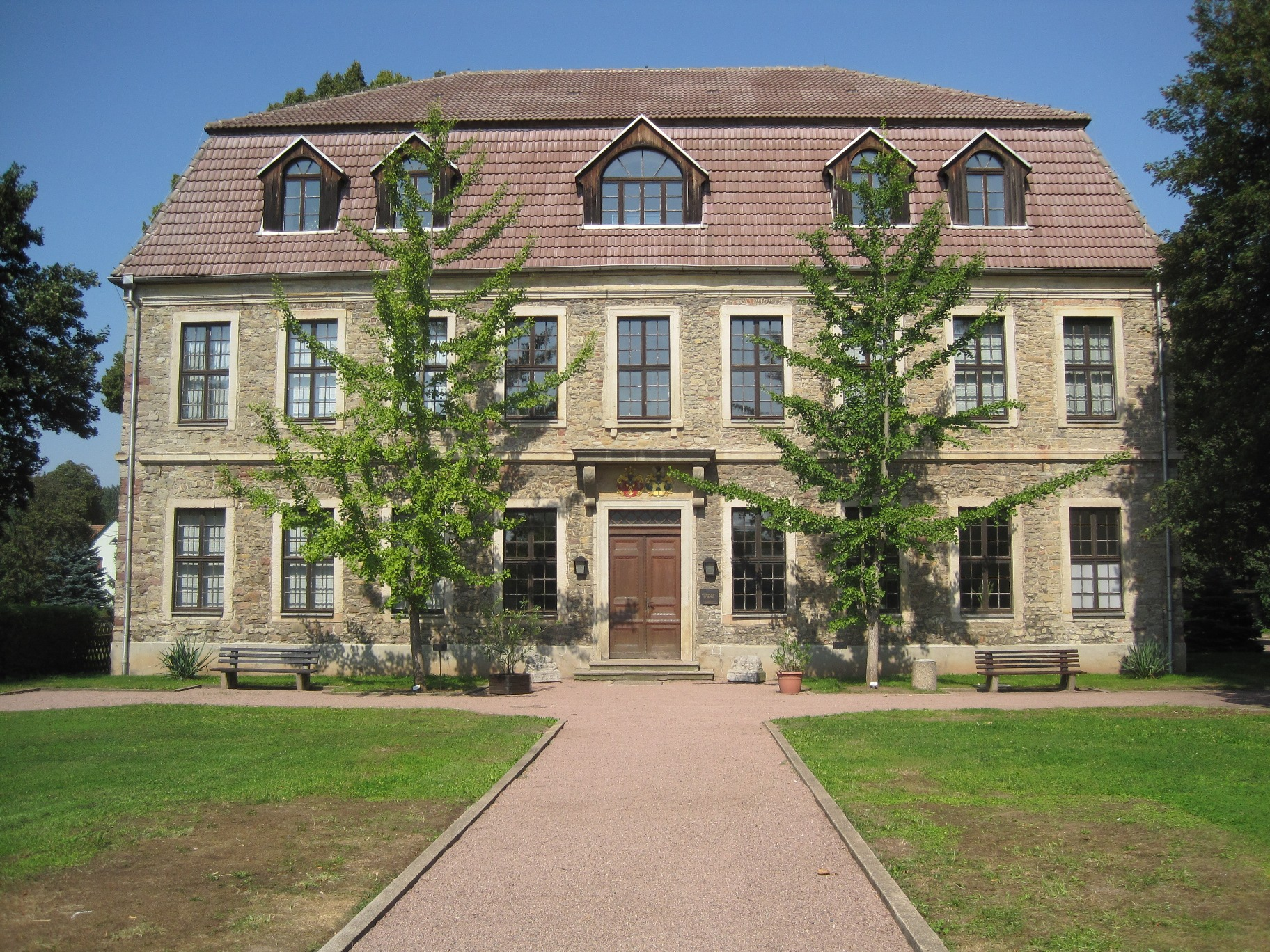
Humboldt-Schloss

- Mansfeld-Museum im Humboldt-Schloss. Im Ortsteil Burgörner liegend bietet dieses Museum einen Einblick in die Geschichte des Mansfelder Kupferschieferbergbaus. An historischer Stätte – dem Humboldt-Schloss – errichtet, kann man auf einer großen Freifläche Einblicke in die soziale und technische Entwicklung des Kupfererzbergbaus und in das Hüttenwesen dieser Region erhalten. Eine Attraktion ist der originalgetreue Nachbau der ersten deutschen Dampfmaschine.
- Mansfelder Bergwerksbahn. Auf einem Teil des ehemals umfangreichen Netzes von Bergwerksbahnen im Mansfelder Land wird eine dampfbetriebene Museumseisenbahn betrieben

### Stadtteile
- Altstadt Am westlichen Ufer der Wipper gelegen. Hier liegen Jacobi-Kirche, Marktplatz, das Brücktor (Kodekarre), der Zuckerhut- bzw. Hexenturm, das Saigertor und der Freimarkt. Der Ortsteil besteht vorwiegend aus älteren zwei- bis dreigeschossigen Gebäuden. Am Markt und Freimarkt sind die Gebäude häufig restauriert und haben Ladengeschäfte im Erdgeschoss. Nördlich der Altstadt befinden sich im Tal der Wipper ein Freibad und zahlreiche Kleingärten. Noch weiter nördlich schließt sich im Tal der Wipper die ehemalige Saigerhütte an. Der Bereich wird mit Bezug auf die frühere Silberproduktion in der Saigerhütte Silbergrund genannt. Das Saigertor, das Wahrzeichen der Stadt, erhielt seinen Namen nach einer Theorie durch die Ausrichtung auf die Saigerhütte.
- Kupferberg Östlich der Altstadt und der Wipper auf dem östlichen Talhang gelegen. In diesem Ortsteil liegt unter anderem die Gangolf-Kirche, die der Legende nach am Fundort des ersten Kupfers errichtet wurde. Die relativ kleine Kapelle ist die älteste Kirche der Region. Bis 1879 war Kupferberg eine eigene Ortschaft und wurde dann eingemeindet. Der Kupferberg gehört zum Altstadtbereich, der vorwiegend aus älteren Wohngebäuden besteht. Je mehr man sich dem östlichen Stadtrand nähert, desto jünger wird tendenziell die Bebauung. Am südöstlichen Rand des Ortsteils befinden sich Kleingärten.
- Molmeck Südwestlich der Altstadt im Tal der Wipper und auf dem westlichen Talhang gelegen. Der Ortsteil besteht vorwiegend aus ein- bis zweigeschossigen Wohngebäuden, die aus der Zeit vor dem Zweiten Weltkrieg stammen. An den südöstlichen Teil Molmecks auf der Gemarkung Großörner grenzt ein großes Industriegebiet, das die verbliebenen Teile der Schwerindustrie beherbergt.
- Burgörner-Neudorf Südöstlich der Altstadt und östlich der Wipper im Tal und an den östlichen Talhängen gelegen. In diesem Ortsteil liegen unter anderem der Bahnhof und das Klubhaus sowie ein Veranstaltungsgebäude mit Schwimmhalle. Der Ortsteil besteht vorwiegend aus ein- bis zweigeschossigen Wohngebäuden, die aus der Zeit vor dem Zweiten Weltkrieg stammen.
- Burgörner-Altdorf Südöstlich der Altstadt und östlich der Wipper im Tal und an den östlichen Talhängen gelegen. In diesem Ortsteil liegt unter anderem das Mansfeld-Museum und das Maschinendenkmal. Der Ortsteil besteht vorwiegend aus ein- bis zweigeschossigen Wohngebäuden, die aus der Zeit vor dem Zweiten Weltkrieg stammen. Südöstlich des Ortsteils liegt eine Abraumhalde aus dem späten 19. Jahrhundert mit einer Ausdehnung von etwa 200.000 m².
- Weinberg Westlich der Altstadt auf einer Anhöhe gelegen. Hier befindet sich unter anderem der Städtische Friedhof. Der Ortsteil besteht vor allem aus Einfamilienhäusern, wobei das Alter tendenziell zum Stadtrand hin abnimmt. Westlich des Weinberg-Viertels liegt am Stadtrand das Gewerbegebiet Ritteröder Straße.
- 1. Wohnkomplex Nordwestlich der Altstadt und südlich der B 180 auf einer Anhöhe gelegen. Auch kurz 1. WK („Erster WeKa“) genannt. In diesem Ortsteil liegt unter anderem der Festplatz mit der Flamme der Freundschaft. Der Ortsteil besteht vorwiegend aus standardisierten, dreistöckigen Mehrfamilienhäusern mit Spitzdach aus den 1950er Jahren. Die Straßen in diesem Bereich des Ortsteils sind vorwiegend nach Schriftstellern benannt. Westlich schließen sich Einfamilienhäuser an, noch weiter westlich eine Kleingartensparte. Nordwestlich an den 1. Wohnkomplex schließt sich der Techno- und Gewerbepark „Mansfelder Land“ an.
- 2. Wohnkomplex Nördlich des 1. Wohnkomplex und der B 180 auf einer Anhöhe gelegen. Der zweite Wohnkomplex wird auch kurz 2. WK („Zweiter WeKa“) genannt. Der Ortsteil besteht vorwiegend aus standardisierten, vierstöckigen Mehrfamilienhäusern mit Spitzdach aus den 1950er und 1960er Jahren. Am östlichen Rand des Ortsteils befindet sich der Scheuberg, ein Geländesporn, der in das Tal der Wipper hineinragt und ebenfalls mit Wohnblocks bebaut ist. Die Straßen im Ortsteil sind vorwiegend nach Schriftstellern benannt.
- 3. Wohnkomplex Nordöstlich des 2. Wohnkomplex auf einer Anhöhe gelegen. Der 3. Wohnkomplex wird auch kurz 3. WK („Dritter WeKa“) genannt. Der Ortsteil ist vom 2. Wohnkomplex durch ein kleines Waldstück, das Walzwerkhölzchen, getrennt. Der Ortsteil bildet den nördlichen Stadtrand von Hettstedt und grenzt stellenweise direkt an die Nachbargemeinde Wiederstedt. Er besteht vorwiegend aus den für Ostdeutschland typischen WBS-70-Plattenbauten. Diese wurde zu Beginn der 1980er Jahre errichtet. Seit Ende der 1990er Jahre wurde fast jeder zweite Plattenbau wegen des hohen Leerstands abgerissen. Die Straßen im OT sind nach Komponisten benannt, was ihm den Spitznamen „Musikantenviertel“ einbrachte.
- 4. Wohnkomplex Nordwestlich des 2. Wohnkomplex auf einer Anhöhe gelegen. Der vierte Wohnkomplex wird auch kurz 4. WK („Vierter WeKa“) genannt. Wie der 3. Wohnkomplex besteht er vor allem aus WBS-70-Plattenbauten. Der Bau der Wohnblocks wurde Ende der 1980er Jahre begonnen und erst nach der Wende abgeschlossen. Am nordöstlichen Rand des Ortsteils und auch der Stadt liegen das Kolping-Berufsbildungswerk sowie das Klinikum Mansfelder Land. Sowohl in direkter Nähe des Klinikums als auch am nordöstlichen Rand des Ortsteils wurden Einfamilienhaus-Siedlungen angelegt. Die Straßen im OT wurden nach Baumgattungen benannt, in der nordöstlichen Einfamilienhaussiedlung nach Blumen, in der Einfamilienhaussiedlung nahe dem Klinikum nach Ärzten und Biologen.

### Erholungsgebiete
- Tierpark Walbeck Der Tierpark Walbeck liegt im Nordosten von Walbeck im bewaldeten Tal der Walbke. Seit 1965 haben die Besucher dort die Möglichkeit, einheimische Tiere aus nächster Nähe zu sehen. In natürlich angelegten Freigehegen leben über 26 Tierarten.
- Naherholungsgebiet Ölgrundteich Nordöstlich des 3. und nördlich des 4. Wohnkomplex gelegen. Das Naherholungsgebiet ist Teil eines rund 150 ha großen Waldgebietes, das sich in westlicher Richtung entlang des Tals des Baches Walbke bis nach Walbeck erstreckt. In dem Gebiet liegt der künstlich angelegte, etwa 3 ha große Ölgrundteich, der von der Walbke gespeist wird. Von dort aus lassen sich entspannende Spaziergänge und kleinere Wanderungen unternehmen. Ein Sportzentrum mit zwei Fußballstadien, vier Tennisplätzen und einem Reitplatz bildet den Übergang zum 3. Wohnkomplex.
- Hadeborntal Zieht sich von Ritterode und Meisberg kommend von Westen her bis in die Altstadt. Im Tal fließt der Hadebornbach, der nahe dem Saigertor in die Wipper mündet. Im Altstadtbereich fließt der Bach unter der Hadebornstraße durch ein Rohrleitungssystem. Nahe der Altstadt dominiert im Tal eine dichte Bebauung mit zweistöckigen Wohngebäuden, die talaufwärts jedoch lockerer wird und in Einfamilienhäuser mit großen Gärten übergeht. Am nördlichen Talhang und im Tal selbst befinden sich zahlreiche Kleingärten. Am Stadtrand endet das Tal abrupt, da es auf einer Länge von rund 300 Metern durch eine Mülldeponie aufgefüllt wurde. Der Hadebornbach unterquert die Deponie in einem Tunnel. Die Mülldeponie ist inzwischen geschlossen und wird derzeit renaturiert.
- Tonloch Nahe Burgörner-Neudorf am südöstlichen Stadtrand gelegen. Das Tonloch ist eine ehemalige Grube, in der Ton abgebaut wurde, der als Rohstoff für die nahegelegene und inzwischen geschlossene Ziegelei verwendet wurde. Heute ist das Tonloch ein etwa 1 ha großer Teich, an dessen Ufern Bäume wachsen. Die nahegelegenen Abraumhalden bieten einen guten Ausblick.

### Regelmäßige Veranstaltungen
- Dampfspektakel, jährlich am Wochenende nach Himmelfahrt stattfindende Fahrten der Mansfelder Bergwerksbahn (siehe Museen)
- Kupferfest, jährlich Mitte Oktober stattfindende nostalgische Markttage
- Weihnachtsmarkt, jährlich im Dezember stattfindende Markttage
- Wipperwasserweltmeisterschaft, jährlich Gründonnerstag in der Hafenbar

## Wirtschaft und Infrastruktur
Laut Landesentwicklungsplan gilt Hettstedt als Grundzentrum mit Teilfunktionen eines Mittelzentrums.

### Ansässige Unternehmen
Auf Grundlage des früher betriebenen Kupferschieferbergbaus entwickelte sich in der Stadt seit dem späten Mittelalter eine bedeutende Buntmetallurgie. Noch heute gilt die Stadt als ein wichtiger Standort der NE-Metallurgie in Europa. Daneben existieren mehrere Unternehmen des Maschinenbaus, die oft als Zulieferer der Bergwerke und Schwerindustrie oder im Rahmen der Vertikalen Integration als Abnehmer der Metallprodukte entstanden. Diese Unternehmen waren früher am südwestlichen Stadtrand konzentriert, seit den 1990er Jahren findet jedoch eine Verlagerung in die Gewerbegebiete am nordwestlichen und westlichen Stadtrand statt.
- KME Mansfeld GmbH – bis 2019: Mansfelder Kupfer und Messing GmbH (MKM) – Kupfer/Messing -rohre, -bleche, -bänder, -platten, -stangen, -draht. Mit über 1000 Mitarbeitern das größte Unternehmen der Stadt. Im Jahr 2006 wurden 272.590 t Metall verarbeitet und ein Umsatz von 1.366 Mio. € erzielt.
- Aluwerk Hettstedt GmbH – Aluminiumbolzen und Aluminiumstangen in verschiedenen Legierungen und Abmessungen
- Mansfelder Aluminiumwerk GmbH (MAW) – Aluminiumbleche
- HMT Höfer Metall Technik GmbH & Co. KG (HMT) – Aluminium-Strangpressprofile
- ALKU Elemente GmbH – Fensterrahmen und Türen aus Kunststoff und Aluminium
- Elcowire Rail GmbH – bis 2018 nkt-Railway – vorher Hettstedter Fahrleitungs- und Bronzedraht-GmbH (HFB) – Fahrleitungs- und Bronzedraht
- Universelle Maschinen- und Anlagenbau GmbH (UNIMA) – Maschinen- und Anlagenbau
- Unterschütz Sondermaschinenbau GmbH (Unterschütz SMB) – Maschinen für Alu-, Messing- und Kupferindustrie, Umwelttechnik
- Wildfang Präzisionsschmiedetechnik GmbH & Co. KG – Bauteile aus NE-Metallen

### Verkehr

#### Straße
Die wichtigsten Straßenanbindungen sind die Bundesstraße 180 (Frankenberg/Sachsen bei Chemnitz – Wanzleben bei Magdeburg) und die Bundesstraße 86 (Hettstedt – Straußfurt). Eine westliche Umfahrung leitet den Durchgangsverkehr der B 180 und B 86 um die Stadt herum. Der 8,6 km lange Abschnitt zwischen Mansfeld, Meisberg/Ritterode und Walbeck wurde am 13. September 2006, der Abschnitt zwischen Mansfeld und der B 242 (Harzhochstraße) Ende 2009 für den Verkehr freigegeben. Die nächsten Autobahnanbindungen sind die Auffahrt Plötzkau auf die A 14 (Magdeburg – Dresden) und die Auffahrt Eisleben / Rothenschirmbach auf die A 38 (Leipzig – Göttingen), jeweils ca. 20 km von Hettstedt entfernt.

#### Eisenbahn

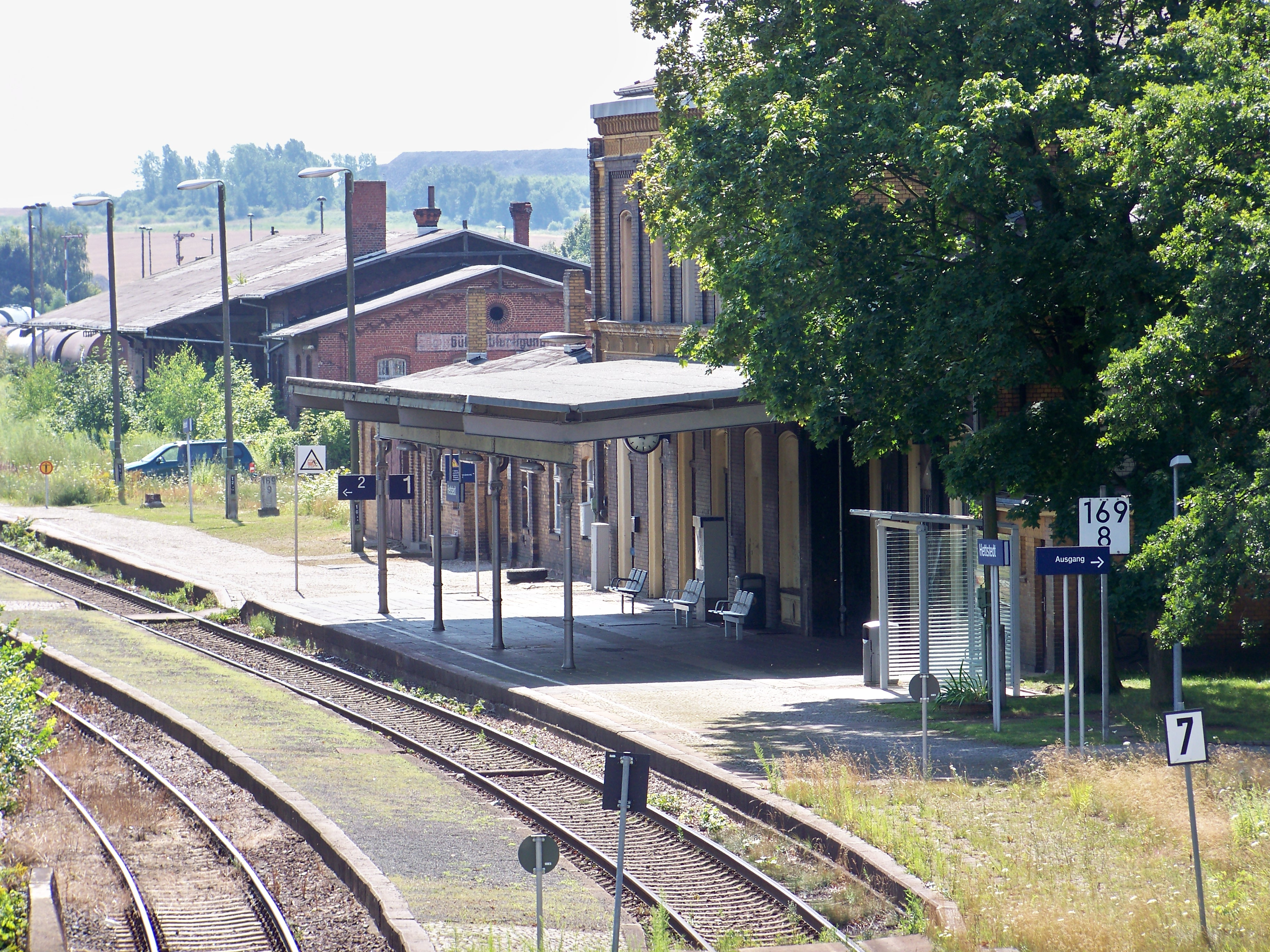
Bahnhof

Die Strecke Berlin–Blankenheim ist die wichtigste Bahnanbindung der Stadt; die hier abzweigende Verbindung nach Heiligenthal wurde 1998 eingestellt. Der Hettstedter Bahnhof wird von der Regional-Express-Linie RE 10 (Magdeburg – Sangerhausen – Erfurt) bedient.

#### Busverkehr
Der öffentliche Personennahverkehr wird unter anderem durch den PlusBus des Bahn-Bus-Landesnetz Sachsen-Anhalt erbracht. Folgende Verbindungen führen ab/durch Hettstedt:
- Linie 410: Aschersleben ↔ Quenstedt ↔ Hettstedt ↔ Siersleben ↔ Eisleben
- Linie 420: Hettstedt ↔ Mansfeld ↔ Klostermansfeld ↔ Benndorf ↔ Eisleben

Zudem ist Hettstedt ein Verkehrsknoten im Busnetz der Verkehrsgesellschaft Südharz.

### Bildung
- drei Grundschulen
- eine Sekundarschule
- „Wilhelm und Alexander von Humboldt Gymnasium Hettstedt“ (ehemals „Gymnasium am Markt Hettstedt“)[18]
- Kolping-Berufsbildungswerk
- Schule für geistig Behinderte
- Schule für Lernbehinderte

### Sport
- Viele Sportvereine, darunter der SV „Blau-Weiß“ e. V. mit mehreren Abteilungen (u. a. Schwimmen/Wasserball, Turnen, Leichtathletik, Ringen, Bogenschießen und Boxen), ein Tauchverein (TC Atlantis Hettstedt e. V.), Karateverein Heiwa e. V. oder die Budovereinigung Mansfelder Land, MSV Hettstedt (u. a. Tischtennis)
- Der Spielmannszug „Blau-Weiß“ Hettstedt 1919 e. V., ist der erfolgreichste Musikzug Hettstedts. Der Verein errang in den Jahren 2001, 2003, 2007, 2015, 2018 und 2019 den Titel „Landesmeister des Fachgebietes Musik und Spielmannswesen“. Darüber hinaus wurde der Spielmannszug im Jahre 2004 „Deutscher Meister der Sportspielmannszüge“ in Apolda. Deutschlandweit bekannt wurde der Verein 2017. In Palm Springs, Kalifornien USA, wurde er „WAMSB Parade Band Champion“ und somit Weltmeister. Im Jahr 2018, konnte der Verein an diesen großen Erfolg anknüpfen und errang den Titel „European Open Champion“ bei den Championships in Rastede.[19]
- Der im Jahr 2006 wieder neu gegründete Hettstedter Fanfarenzug e. V. ist der erfolgreichste Fanfarenzug im Raum Mansfeld-Südharz und darüber hinaus. Er verteidigte seinen Meistertitel aus dem Jahr 2007 und wurde 2008 und 2009 erneut Landesmeister der Fanfarenzüge in Sachsen-Anhalt.
- Der FSV Hettstedt ist einer der erfolgreichsten Fußballvereine der Region. Nach Insolvenz gründete sich 2015 der neue Fußballverein FC Hettstedt.
- In der Kupferstadt gibt es auch Schützenvereine; einer davon ist die Bürgerschützen-Kompanie Hettstedt 1441 e. V.
- Der 2011 gegründete MC Geländesport Mansfeld-Südharz e. V. trägt jährlich eine Motorradgeländefahrt „Durch das Mansfelder Land“, mit Start/Ziel in der Kupferstadt Hettstedt aus.[20]

### Medien
- PUNKTum Fernsehen GmbH & Co. KG – Lokaler TV-Sender

### Öffentliche Einrichtungen
- Helios-Klinik Hettstedt
- Klubhausbad – Schwimmhalle
- Stadtbad – Freibad
- Stadtbibliothek
- Mansfeld-Museum im Humboldt-Schloss – Museum zur Bergbau- und Stadtgeschichte – siehe Museen

## Ehrungen
Im Februar 2008 wurde in Bergkamen ein öffentlicher Platz in „Platz von Hettstedt“ umbenannt. Dieses soll die gute Städtepartnerschaft unterstreichen.